# Frostschäden (Weinbau)
Frost kann bei der Rebe sowohl in der Vegetationszeit als auch in der Vegetationsruhe Schäden verursachen. Die Gefahr ist je nach Gebiet und Lage von verschiedenen Faktoren abhängig. Während Krankheiten und Schädlinge wirksam und ökonomisch effizient bekämpft werden können, sind Gegenmaßnahmen bei extremen Witterungseinflüssen, unter anderen Frost, wesentlich aufwendiger. Dies gilt insbesondere für Spätfrostschäden, welche im kontinental geprägten Klima durch den Klimawandel häufiger auftreten können.
Das Schädigungsausmaß ist abhängig von vielen Faktoren, insbesondere der Dauer der Frosteinwirkung, der Luftfeuchtigkeit, dem Entwicklungsstand der Rebe und der Rebsorte. Das Auftreten von Frost in einer Weinbergslage ist daher ein begrenzender Standortfaktor.

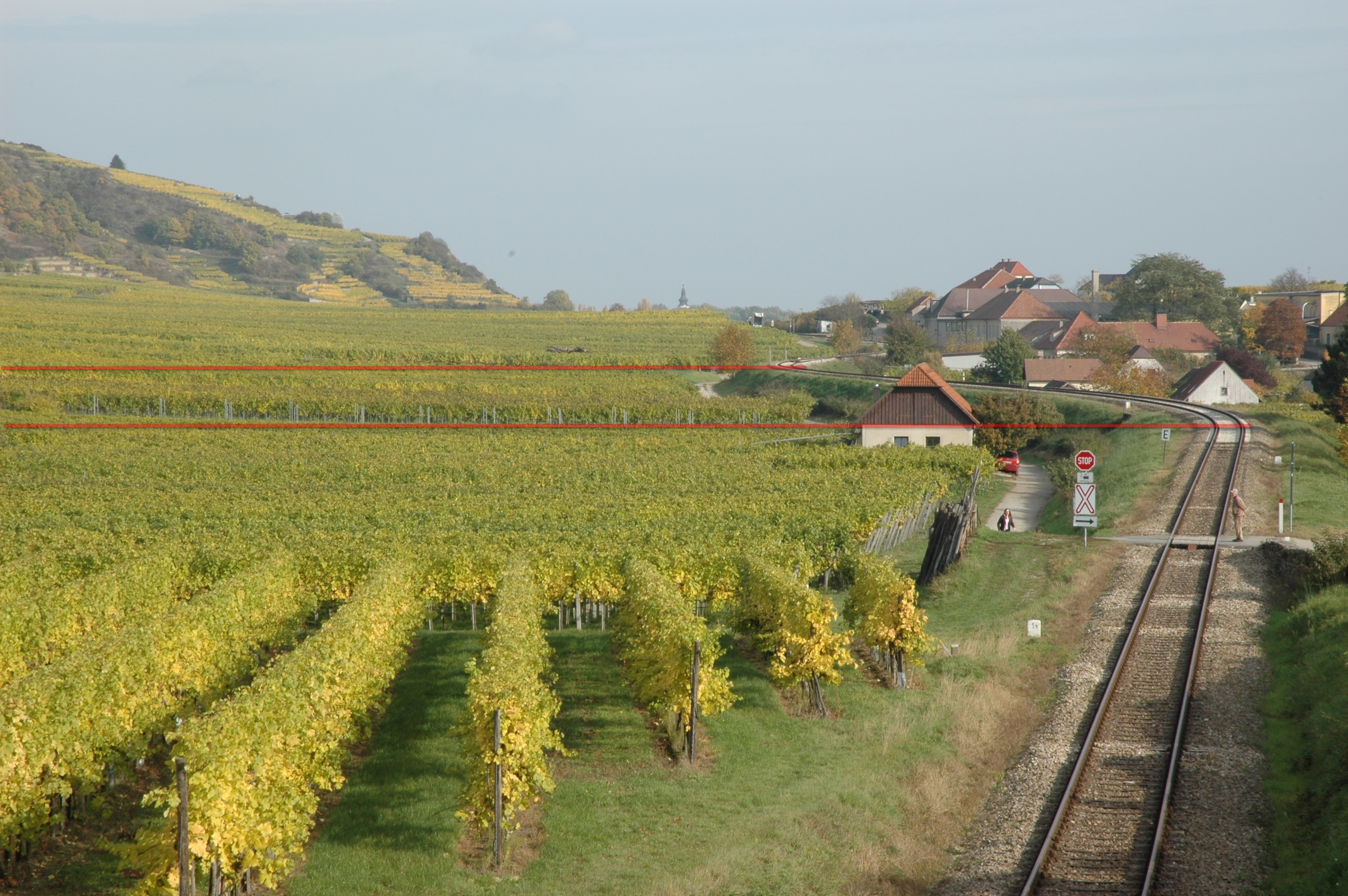
Ein Bahndamm verhindert den Abfluss von Kaltluft.

Als Frostlage bezeichnet man Lagen, die aufgrund ihrer Topografie häufiger als der Durchschnitt von Frost gefährdet sind. Dies können sowohl Frühfröste (im Spätherbst), Winterfröste oder Spätfröste (Frühjahr) sein. Meistens befinden sich diese Lagen in Senken, Niederungen oder am Hangfuß, wo der Luftabfluss z. B. durch Bahn-, Straßendämme oder Hecken behindert ist und sich Kaltluftseen bilden können. Frostlagen erfordern gezielte Rebsortenwahl und später einen erhöhten Arbeitsaufwand (Stockausfälle, Frostschutzmaßnahmen).

## Frühfrost
Von Frühfrost spricht man dann, wenn vor dem Ende der Vegetationszeit bzw. Laubfall im Herbst, durch Temperaturen unter 0 °C grüne Blätter geschädigt werden. Grüne Rebteile erfrieren schon bei Temperaturen knapp unter 0 °C. Rebsorten zeigen betreffend ihre Empfindlichkeit Unterschiede. So sind z. B. die Blätter der Sorte Scheurebe widerstandsfähiger gegen Frühfrostschäden als andere Rebsorten. Die Blätter verfärben sich rötlichbraun und rollen sich ein. Es kommt zu einem vorzeitigen Blattfall. Damit ist die Fotosynthese unterbunden, eine weitere Mostgewichtszunahme und Reservestoffeinlagerung erschwert. Unreife Beeren verfärben sich rotbraun und nehmen einen Frostgeschmack an.

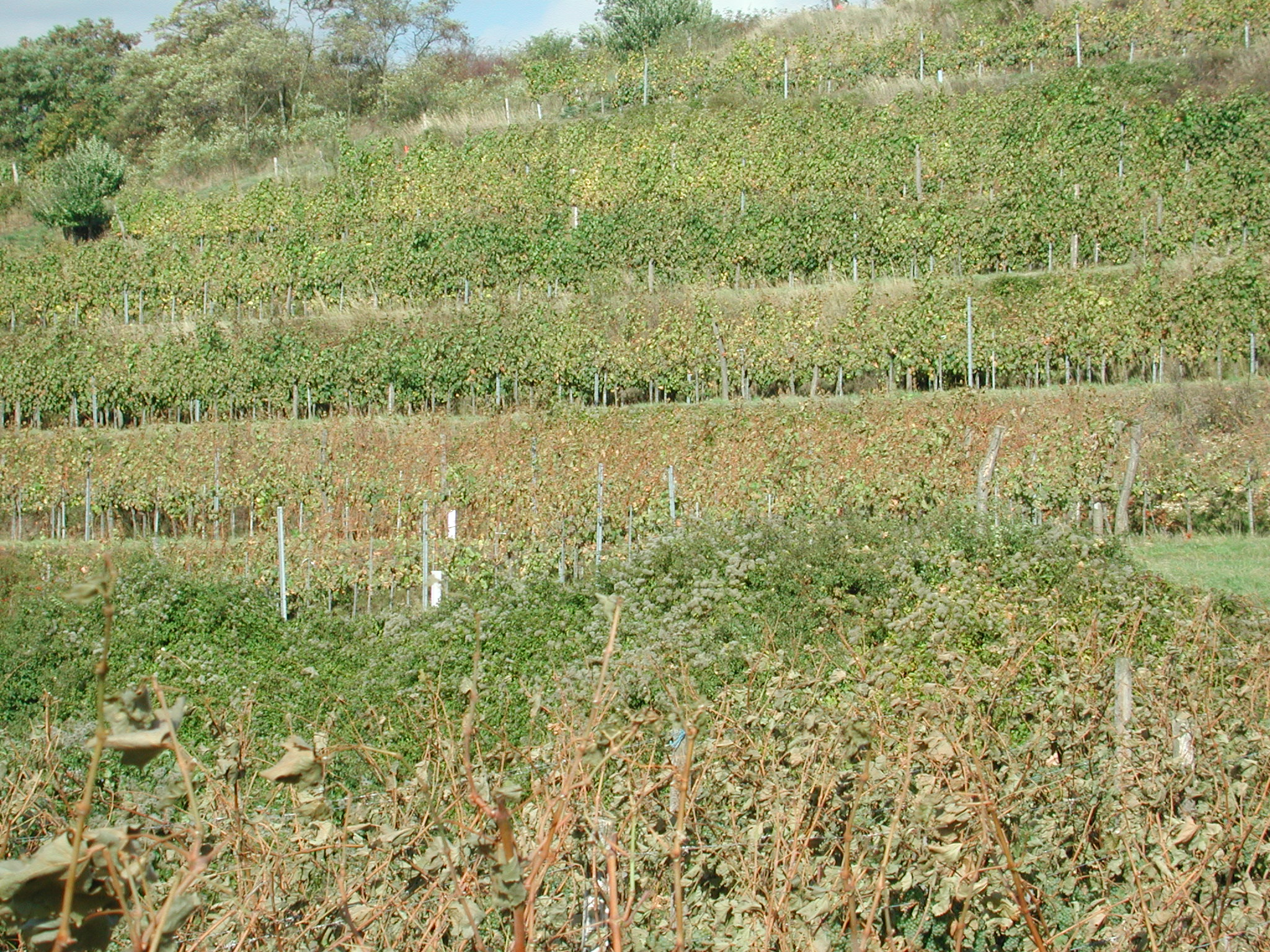
Frühfrostschaden im unteren Hangbereich (Vordergrund).
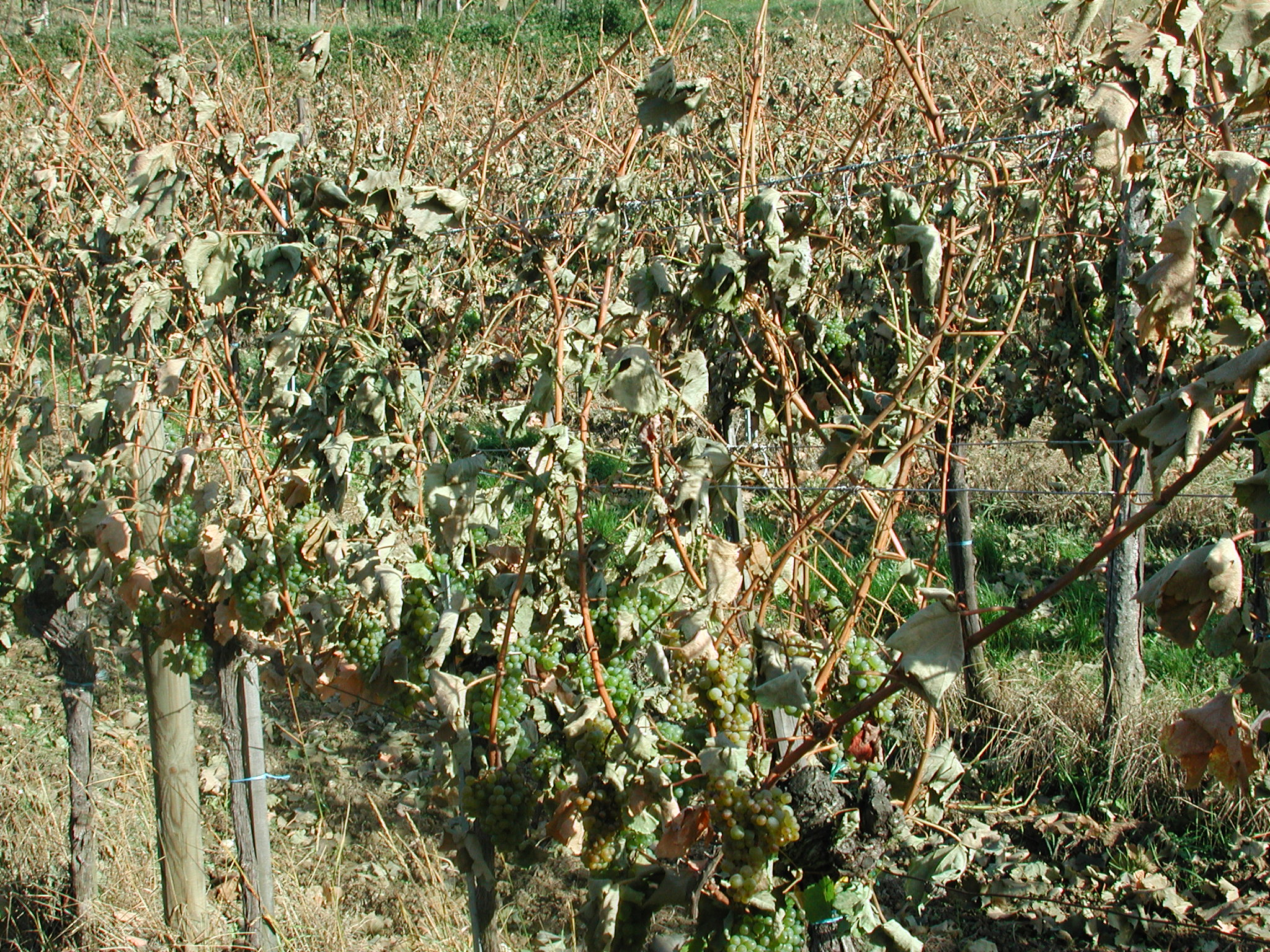
Vom Frühfrost geschädigte Blätter beginnen zu verwelken.
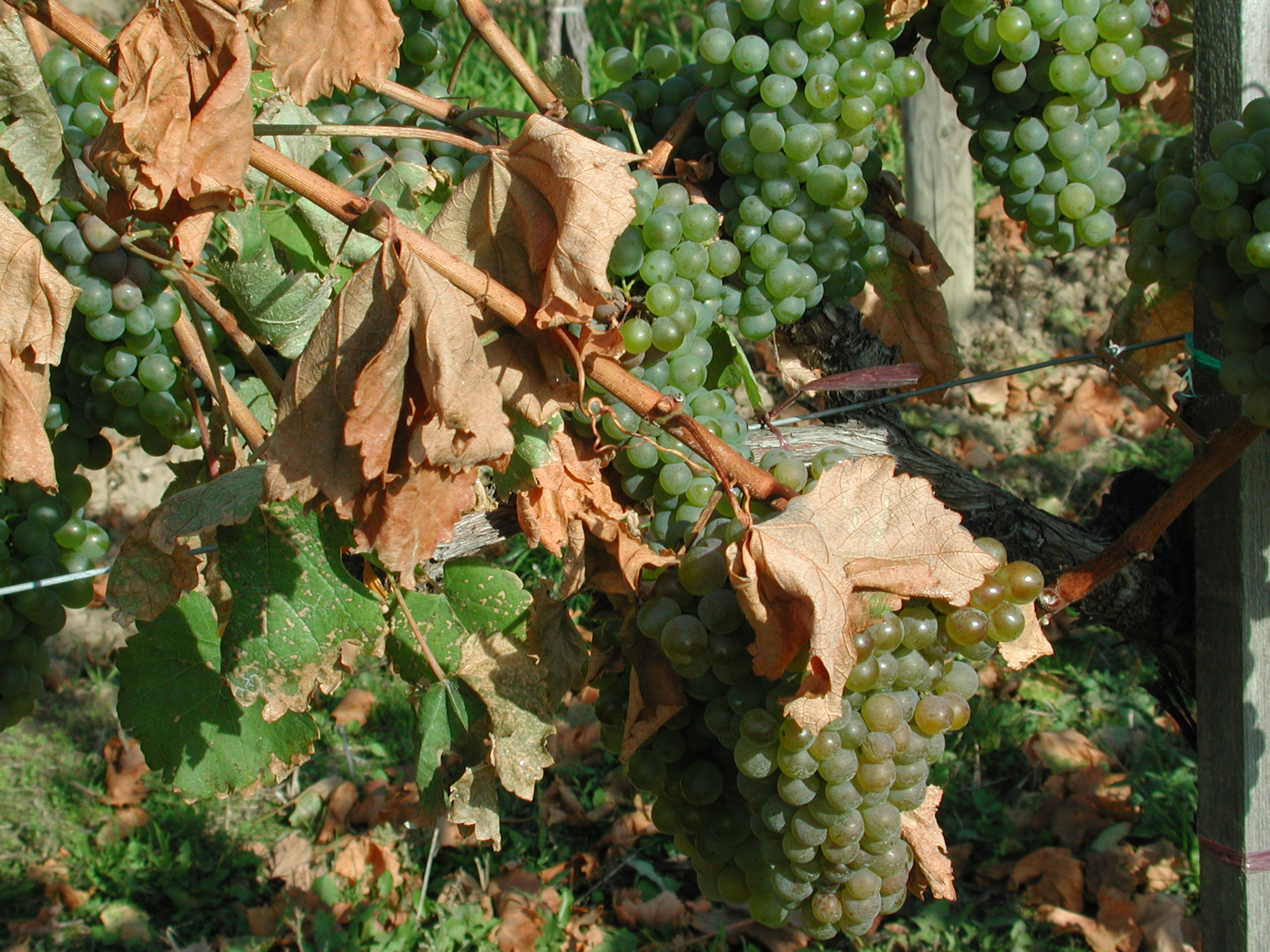
Vom Frühfrost geschädigte Blätter trocknen ein.

Frühfrostgefahr besteht in Tallagen, wo sich die kalte Luft in Form von Kaltluftseen sammelt. Wenn die Traubenreife schon sehr fortgeschritten ist, gibt es für die Trauben und Rebstöcke nur geringe Nachteile bei der Holzreife. Vollreifen Trauben schadet Frost nicht.

## Winterfrost
Winterfrostschäden entstehen durch inter- oder intrazelluläre Eisbildung und damit zur Schädigung von Zellen im Rebholz. Entscheidend für die Stärke der Schädigung ist nicht nur die Tiefe der Temperatur, sondern auch
der Witterungsverlauf vor und nach der Kälteeinwirkung, der Zeitpunkt, die Abkühlungsrate, Frostdauer, Auftaugeschwindigkeit, Bodenbeschaffenheit und der ernährungs- und entwicklungsphysiologische Zustand (Entwicklungsstadium, Sorte, Klon, Alter, Vorjahresertrag, Pflanzenschutzmaßnahmen, Bodenpflege, Düngung) der Rebe. Bei gut ausgereiften Reben liegt die kritische Temperatur ungefähr bei –20 °C. Winterfrost wird von den Sorten sehr unterschiedlich vertragen. Langsam sinkende Temperaturen sind weniger gefährlich als ein plötzlicher Kälteeinbruch. Besonders gefährlich ist es für die Rebe, wenn dem Frost eine milde Witterungsperiode voranging.

### Frosthärte, Frostwiderstandsfähigkeit
Diese wird vor allem durch den Entzug von Wasser und der Fähigkeit bzw. Geschwindigkeit der Umwandlung von Stärke in niedermolekulare Zucker gefördert. Die größte Widerstandsfähigkeit gegen Winterfrost erreicht die Rebe von Ende Dezember bis Mitte Februar. Anschließend nimmt diese ab und auch die Sortenunterschiede werden geringer. Sobald der Saftstrom in den Leitungsbahnen beginnt, nimmt die Frostgefährdung stark zu. Späte Winterfröste in dieser Zeit sind für alle Sorten sehr gefährlich und das Schadensausmaß meistens sehr hoch.
Reben mit unzureichender Einlagerung von Reservestoffen sind besonders winterfrostgefährdet. Der Nährstoff Kalium hat für den Wasserhaushalt und die Fotosynthese große Bedeutung. Ein Mangel an Kalium verringert nicht nur die Traubenqualität, sondern auch die Winterfrostwiderstandsfähigkeit. Davon sind besonders junge Rebstöcke und sehr alte Rebstöcke – wegen mangelnder Düngung, Krankheitsbefall – betroffen.
Die Winterfrostwiderstandsfähigkeit der diversen Sorten ist aufgrund langjähriger Erfahrung bekannt.
| gering | mittel | hoch                                                                                          |
| --- | --- | --------------------------------------------------------------------------------------------- |
| Weißweinsorten | |                                                                                               |
| Silvaner, Huxelrebe, Scheurebe, Roter Veltliner, Goldburger, Neuburger, Jubiläumsrebe, Müller-Thurgau, Frühroter Veltliner, Rotgipfler, Sauvignon Blanc, Zierfandler, Reichensteiner | Ruländer, Weißer Burgunder, Chardonnay, Silvaner, Muskateller, Grüner Veltliner, Welschriesling, Bouvier, Furmint, Traminer, Cabernet Blanc, Johanniter, Souvignier Gris | Riesling, Kerner, Muskat Ottonel, Bianca, Bronner, Muscaris, Donauriesling, Blütenmuskateller |
| Rotweinsorten | |                                                                                               |
| Blauer Portugieser, Blauburger, Merlot, Blauer Kardaka, Syrah | Blauer Burgunder, Blaufränkisch, St. Laurent, Zweigelt, Blauer Wildbacher, Cabernet Sauvignon, Cabernet Franc                                                            | Roesler, Rathay, Regent, Cabernet Jura                                                        |

- Unterlagen von Amerikanerreben vertragen Temperaturen bis −25 °C, Vitis Riparia bis −40 °C.

### Schadsymptome

#### Diaphragma- (Holzbrücke) und Kambiumschäden
Wenn das Diaphragma erfriert, gehen Reservestoffe verloren; beim Biegen der Triebe nach dem Rebschnitt brechen diese leichter ab. Sowohl Bast, Kambium und das Holzteil im einjährigen Holz können geschädigt werden. Bei Kambiumschäden bleibt in diesem Bereich der Dickenzuwachs aus. Schäden dieser Art zeigen sich häufig erst nach einigen Monaten durch plötzliches Absterben von Stockteilen oder des gesamten Rebstockes. Junge Rebstöcke, welche erst wenig Reservestoffe eingelagert haben, sind davon häufiger betroffen. Je nach Holzreife und Sorte können unter etwa –10 °C Schäden auftreten.

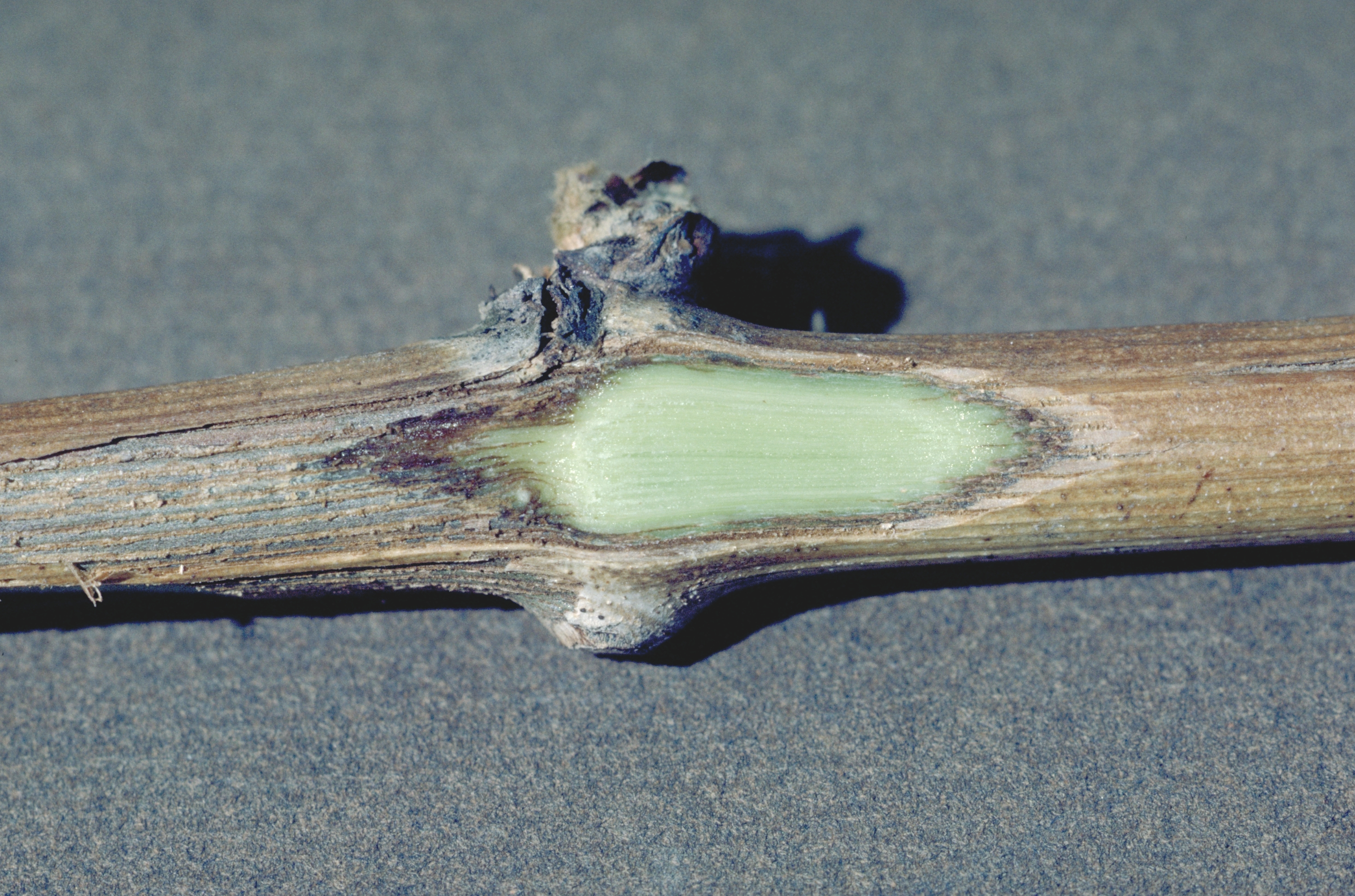
Anschnitt eines durch Winterfrost geschädigten einjährigen Triebes. Das Kambium ist schwarz statt grün gefärbt.
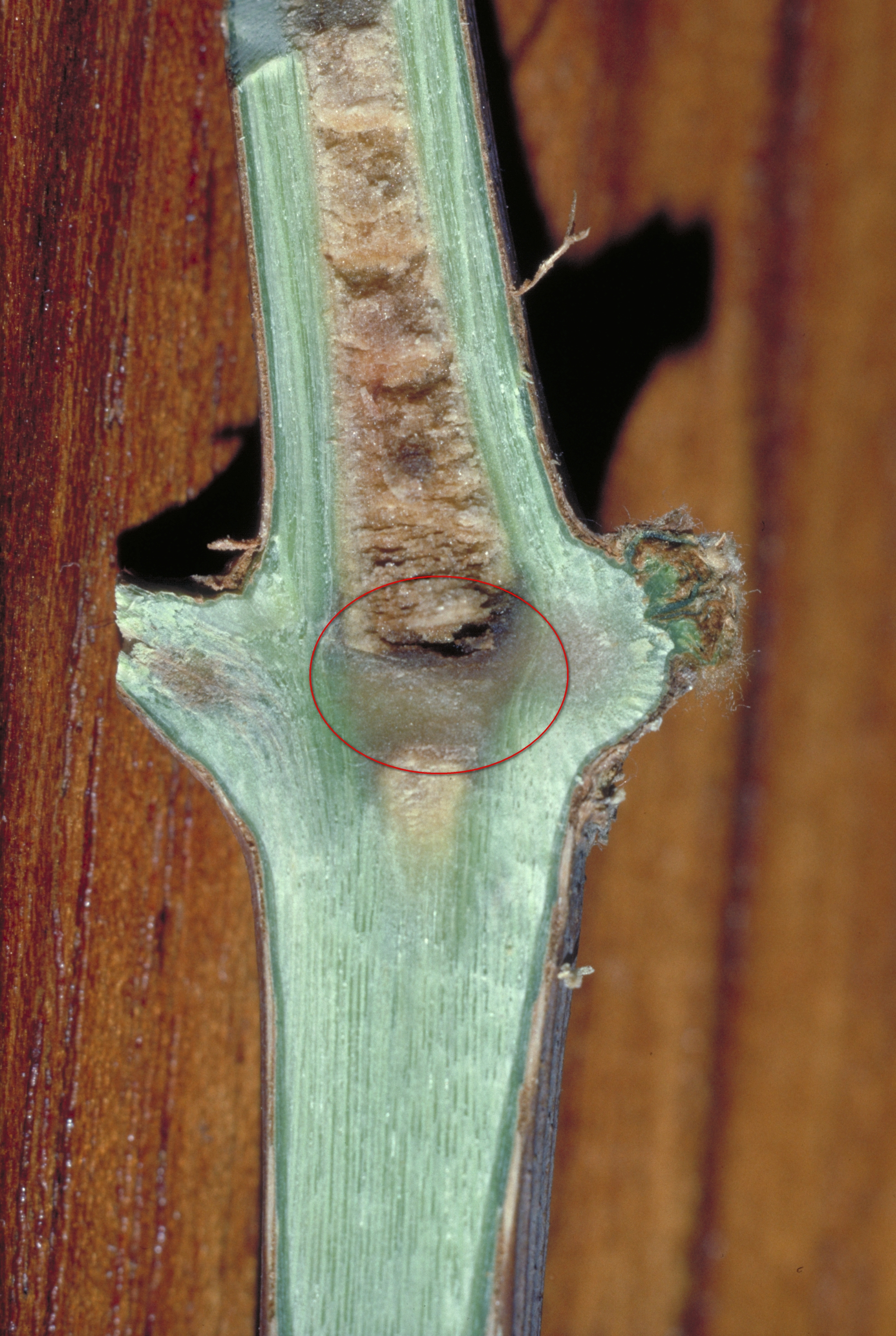
Längsschnitt durch Auge und Diaphragma. Das Diaphragma ist dunkel verfärbt - geschädigt.
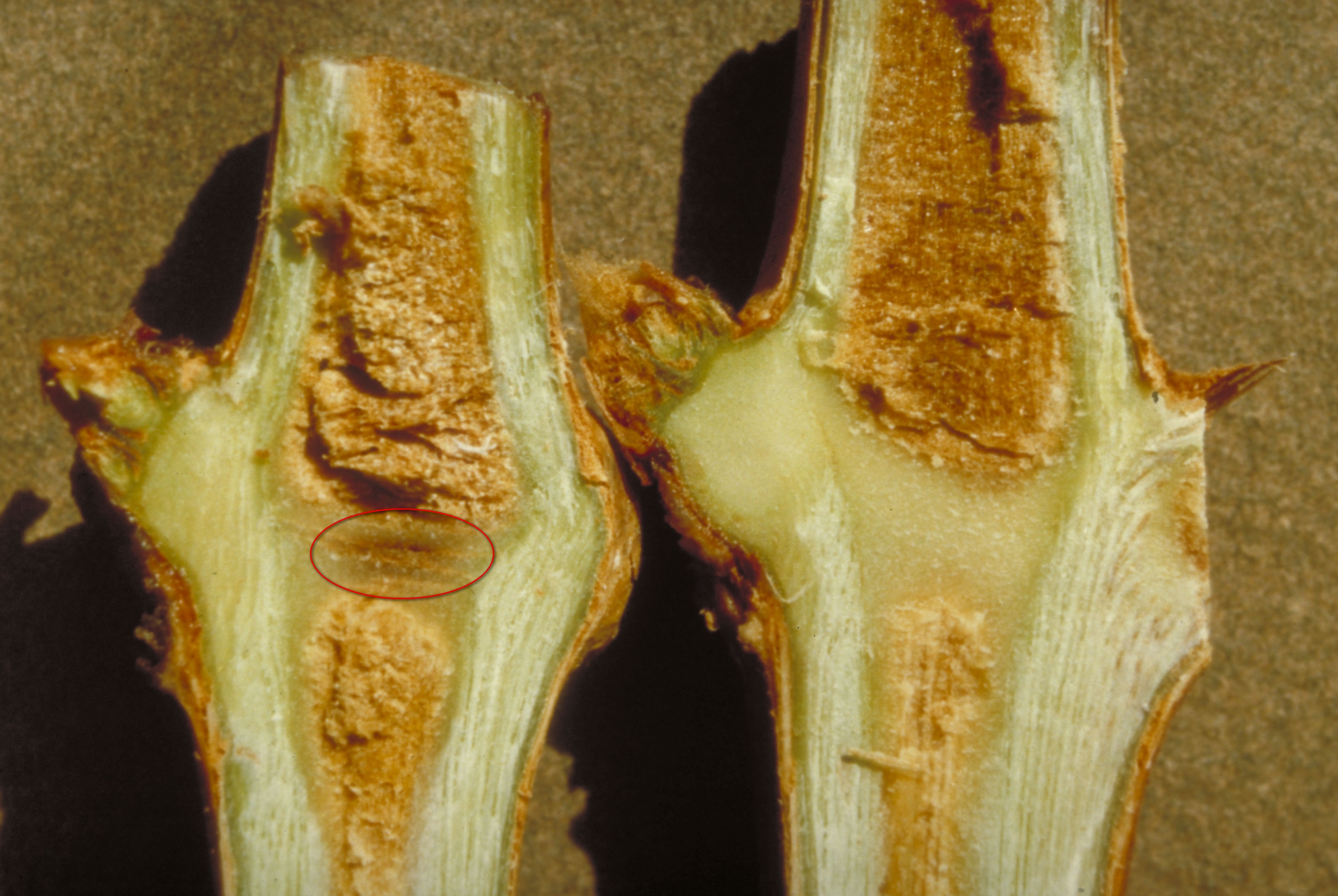
Längsschnitt durch ein geschädigtes und gesundes Diaphragma.

#### Augenschäden (Knospenschäden)

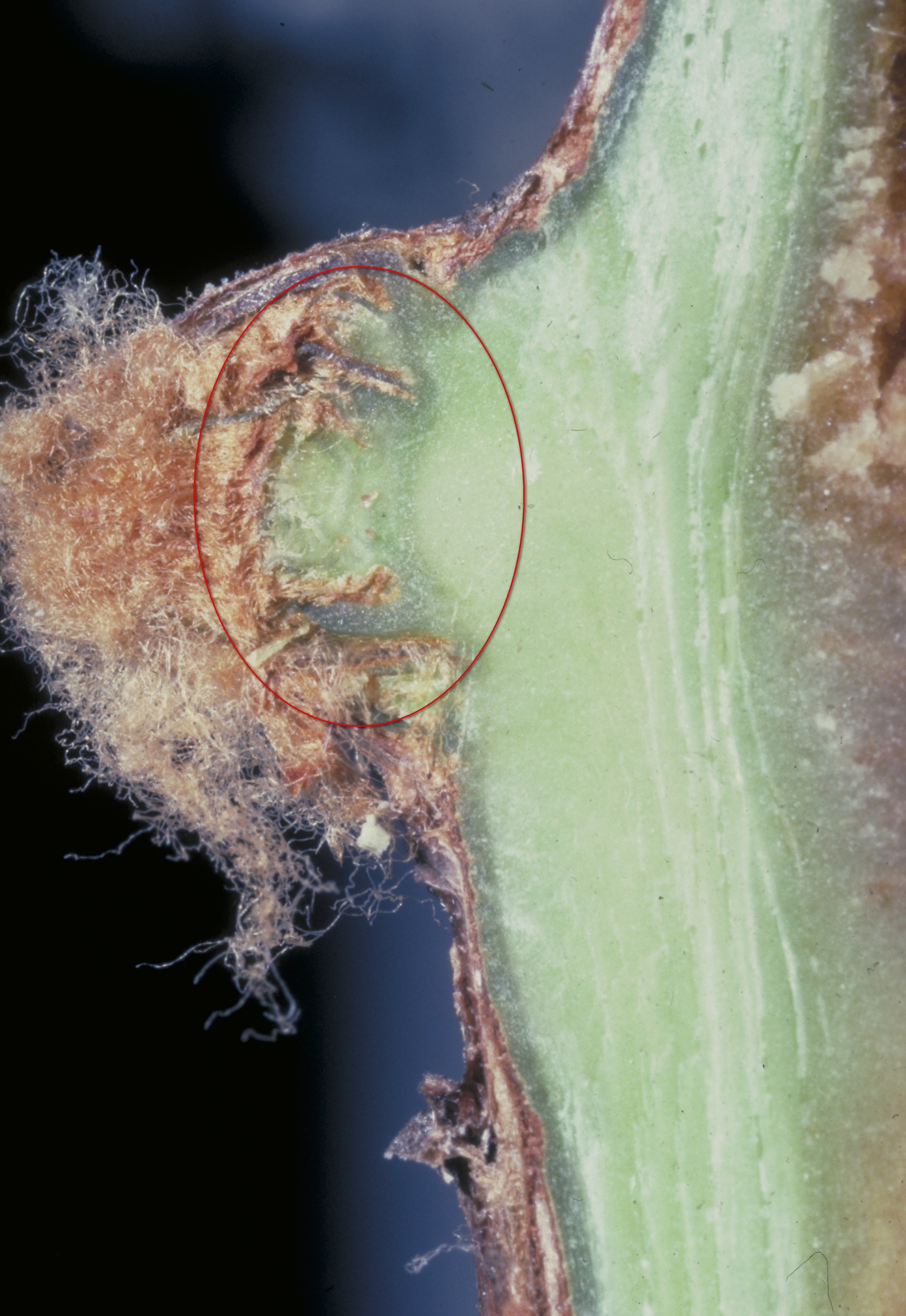
Längsschnitt durch ein gesundes Auge - Triebanlagen sind grün.
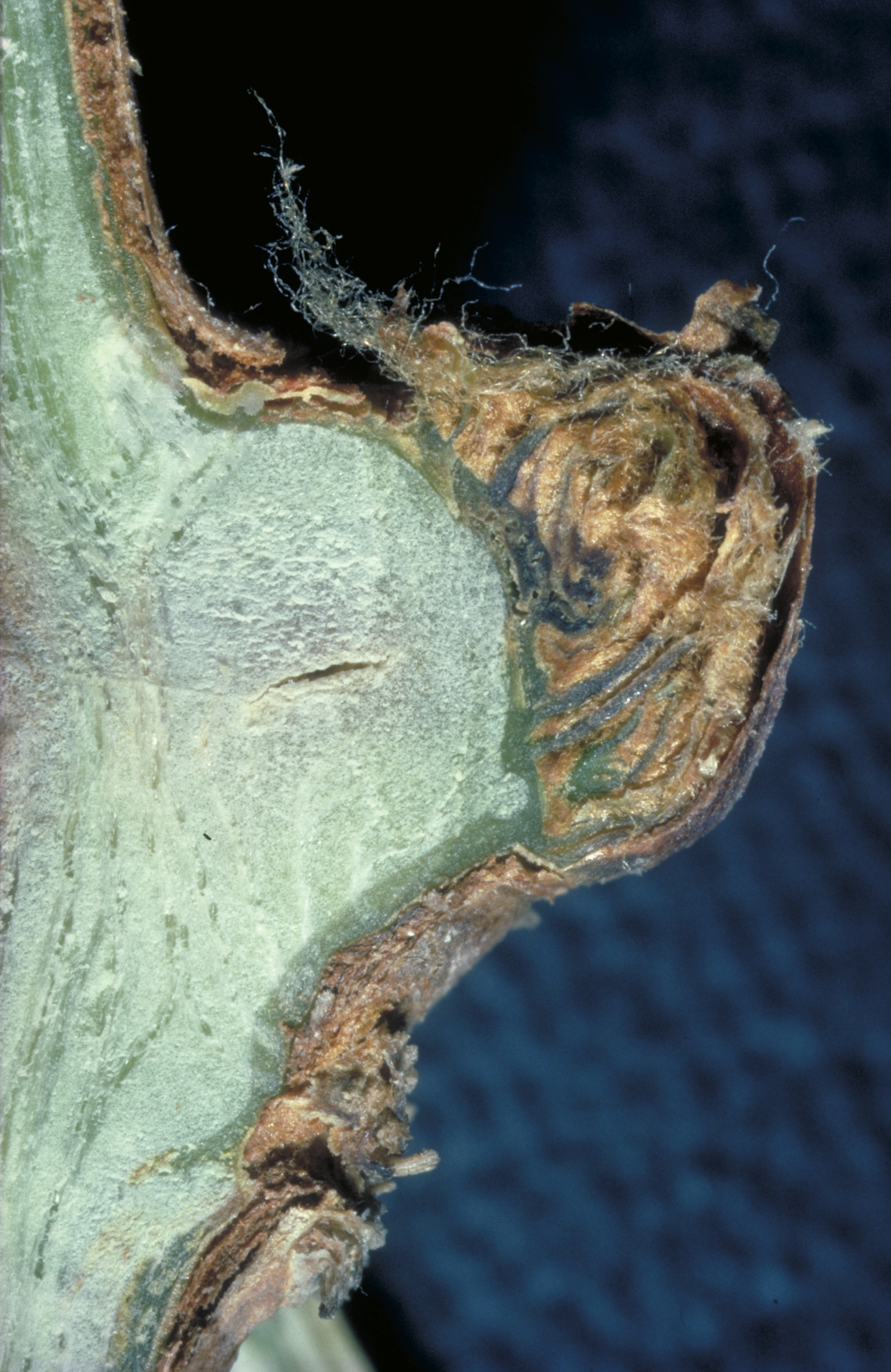
Längsschnitt durch ein abgestorbenes Auge - Triebanlagen schwarz und ausgetrocknet.

Vollkommen erfrorene Augen treiben im Frühjahr nicht aus (bleiben sitzen). Im Inneren der Augen sind alle Triebanlagen schwarz gefärbt. Ist nur die Haupttriebanlage erfroren, äußert sich dies in einem etwas verspäteten Austrieb der Beiaugen (Nebentriebanlagen). Einen Überblick über das Schädigungsausmaß kann man sich mit verschiedenen Methoden verschaffen. Schädigungen des Kambiums sind durch Anschnitt zu erkennen. Das Bast- und Kambialgewebe ist bei Schädigung grau- bis schwarzbraun verfärbt. Solche Triebe soll man nicht zum Stockaufbau und als Edelreis für die Vermehrung verwenden. Die Verwachsung der Veredlungspartner ist dadurch nicht möglich. Deshalb müssen für die Vermehrung die Edelreiser rechtzeitig im Weingarten geschnitten werden (Ende November bis Dezember), um Schäden und damit Anwuchsverluste zu vermeiden.
Feststellung der Stärke der Frostschädigung
Die Feststellung darf erst nach Abklingen der Frostperiode durchgeführt werden.
- Durch Längsschnitt (Veredlungsmesser) durch die Augen im unteren bis mittleren Triebbereich, welche üblicherweise angeschnitten werden.
- Ein genaueres Bild über die Augenausfälle erhält man mit Einaugenstecklingen - eingesteckt durch eine angebohrte 1 cm starke Schaumstoffplatte - in Wasser (Schwimmmethode) bei 20 besser bei 25 °C. Der Austrieb beginnt nach ca. 14 Tagen.
- Ein Einstellen von Edelreisruten (10 Augen) in Wasser bei Zimmertemperatur ergibt nur mangelhafte Austriebswerte.

Ein Augenausfall bis zu ca. 30 % ist nicht als Schädigung einzustufen, da dieser Prozentsatz an Augenausfällen auch unter normalen Bedingungen erreicht werden kann.

#### Altes Holz
Bei sehr strengem Winterfrost kann auch das ein- und mehrjährige Holz total oder teilweise geschädigt werden. Diese Schäden zeigen sich im Frühjahr durch Aufspringen des Stammes. Sogenannte Frostrisse entstehen durch Austrocknung des geschädigten Stammbereiches. So stark geschädigte Stöcke können bei ausreichender Entwicklung von Wasserschossen über der Veredlungsstelle mit diesen wiederaufgebaut werden. Leichte Schädigungen zeigen sich erst nach Monaten (Vergilbung des Laubes) oder einigen Jahren durch plötzliches Absterben (Apoplexie) der Rebstöcke – meist als Folge einer zu starken Ertragsbelastung. Diese leichten Frostschäden sind oft die Ursache des Auftretens von Wund- und Schwächeparasiten wie Eutypa, Esca oder Ungleicher Holzbohrer. Stärkerer Frost ist auch der Auslöser von Mauke; infizierte Rebstöcke werden durch die krebsartigen Wucherungen häufig zum Absterben gebracht.

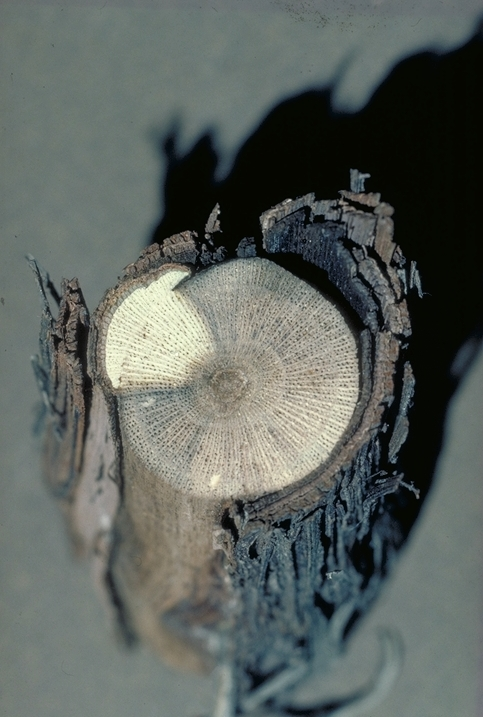
Sehr stark geschädigter Stamm eines jungen Rebstockes. Nur mehr ein geringer Teil des Stammquerschnittes (hell gefärbt) ist funktionstüchtig.
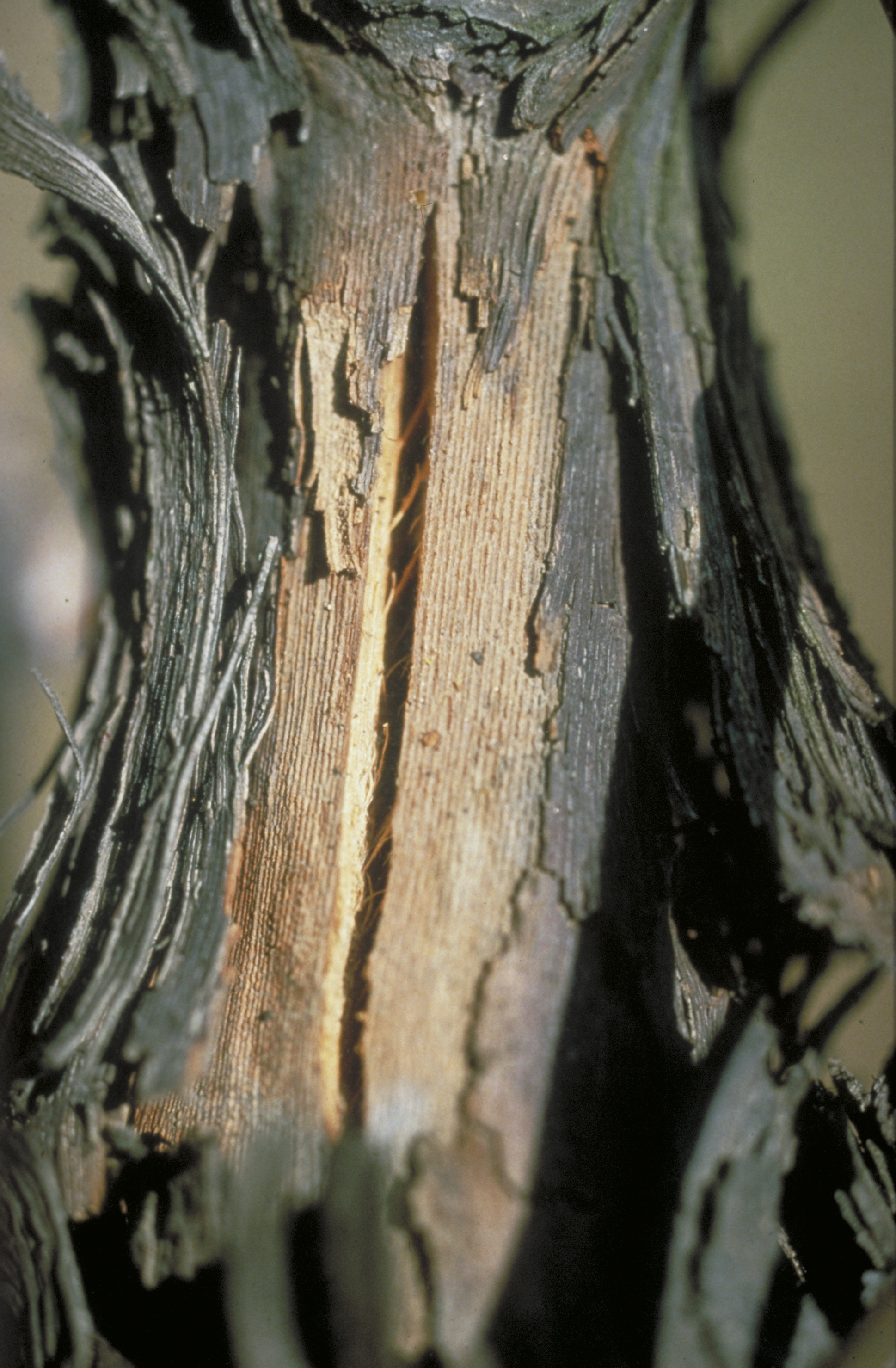
Nach einem Winterfrost aufgesprungener Rebstamm.

Starke Winterfrostschäden entstehen dann, wenn die Rebstöcke mit dem Saftstrom begonnen haben. Zu dieser Zeit sinkt die Frostwiderstandsfähigkeit deutlich ab und die Schäden können bei allen Sorten (ohne Unterschiede) beachtlich sein.

### Verhütung bzw. Schadensverringerung
Vor Neuanlage:
- Lage, Sortenwahl: Bei der Anlage eines Weingartens bekannte Frostlagen vermeiden. Bei der Sortenauswahl die Frostempfindlichkeit der Sorte berücksichtigen.
- Erziehungssystem: Auch die Auswahl eines Erziehungssystems mit höheren Stämmen ermöglicht Spätfrostschäden zu reduzieren. → siehe auch: Reberziehung
- Pflanzzeitpunkt: In gefährdeten Lagen eine geplante Pflanzung erst nach den Eisheiligen (Mitte Mai) durchführen, oder nach der Pflanzung Anhäufeln. Die Abdeckung mit Erde gibt Schutz.

Bestehende Anlagen:
- Frostruten: In bestehenden Weingärten können in Frostlagen Frostruten (Frostreserven) angeschnitten werden. Einige Zeit nach Austrieb aller am Rebstock befindlichen Augen werden die Frostruten entfernt, teilweise oder zu Gänze belassen.
- Anhäufeln: In allen tiefen und damit frostgefährdeten Lagen im Herbst hilft Anhäufeln des unteren Stammbereichs. Junganlagen sollen generell im Herbst angehäufelt werden.
- Später Rebschnitt: Umso frostgefährdeter die Lage, desto später, gegebenenfalls erst nach der Hauptfrostperiode, soll der Rebschnitt erfolgen; unbeschnittene Reben sind etwas widerstandsfähiger.
- Vergraben: In Weinbaugebieten mit sehr tiefen Wintertemperaturen werden die ganzen Rebstöcke zum Schutz gegen Winterfrost, eingegraben. → siehe auch: Reberziehung

## Spätfrost im Frühjahr
Während der Austriebsphase ist die Rebe besonders empfindlich gegen Spätfrost. Grüne Triebteile, besonders in Bodennähe, erfrieren ab ca. –1 bis –2 °C. Triebteile und Gescheine werden zunächst schlaff, bald braunschwarz und vertrocknen. Bereits austreibende Knospen werden innen dunkelbraun und treiben nicht weiter aus. Besonders gefährdet sind Jungreben (auch im Pflanzjahr); Totalausfall ist bei frisch gesetzten Reben möglich. Nach dem Frostereignis sind die Rebstöcke geschockt und ein Neuaustrieb setzt nach ca. 14 Tagen ein.

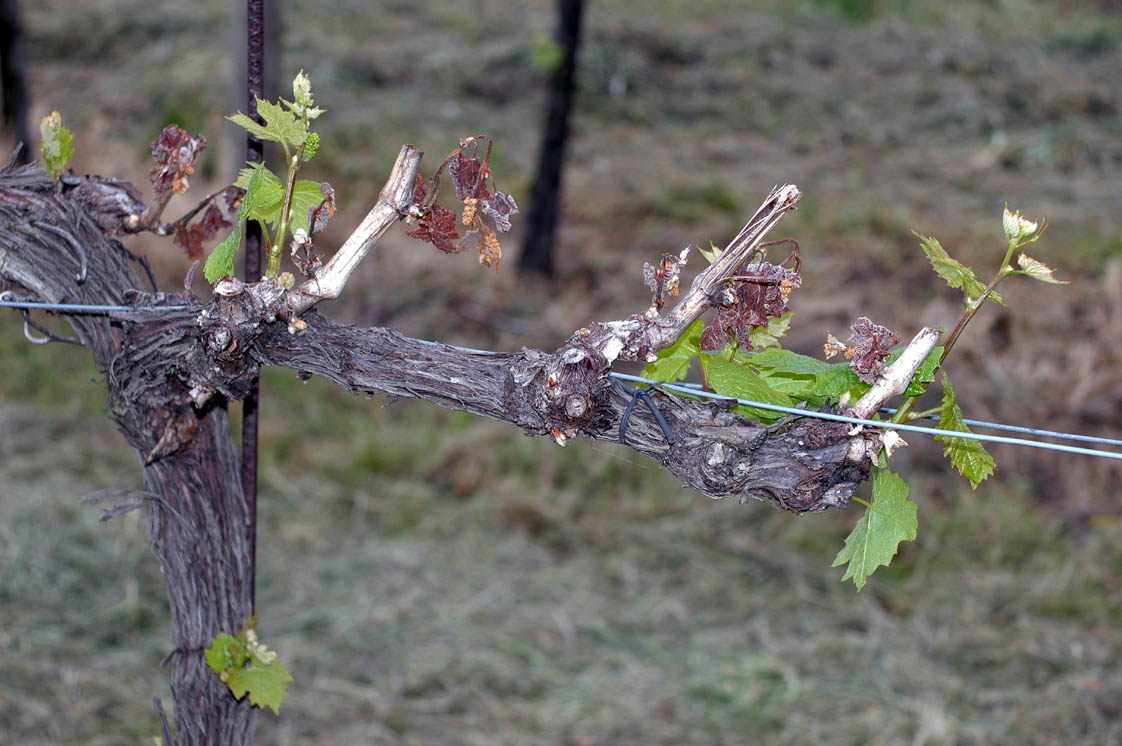
Spätfrostschaden nach dem Austrieb.
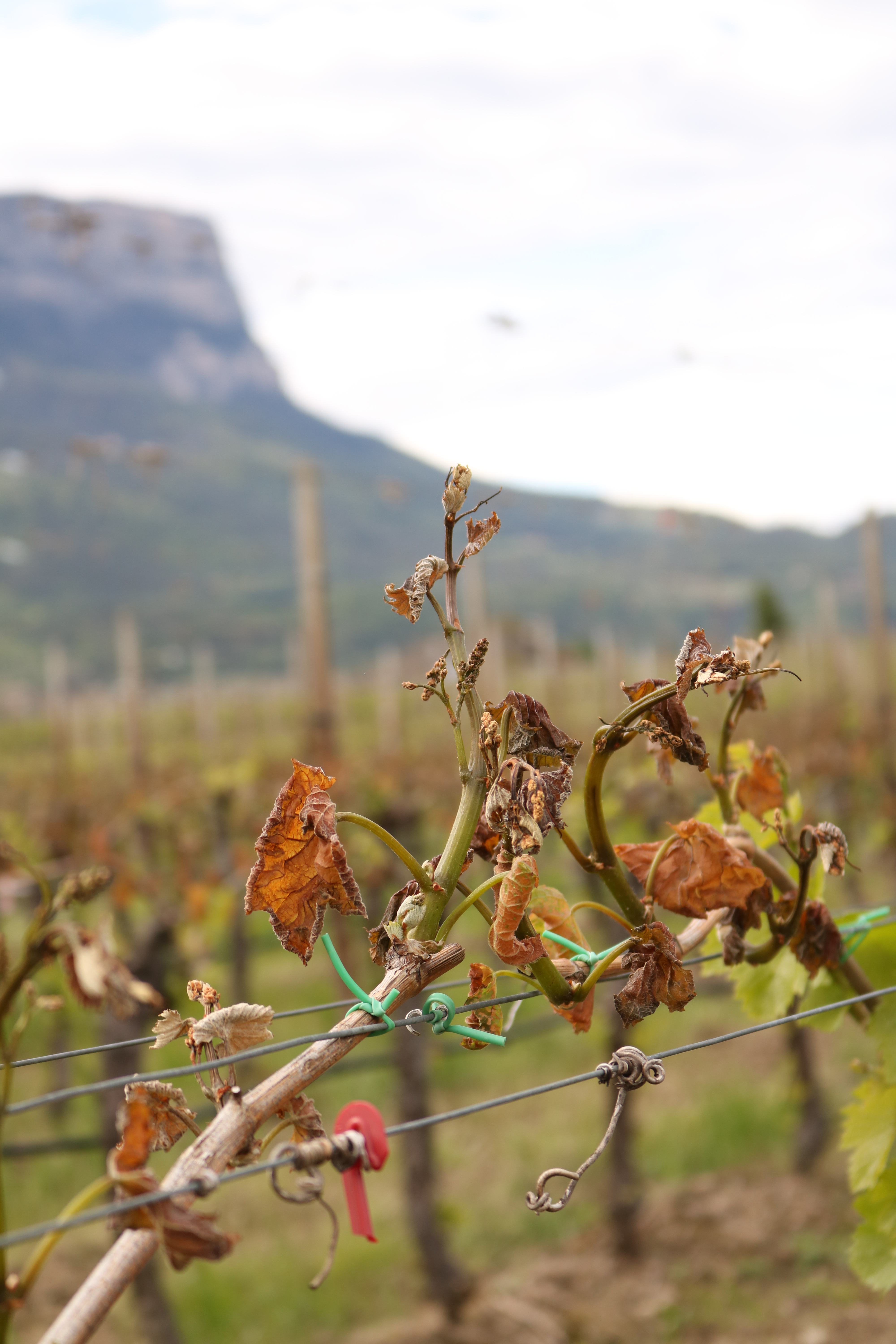
Totalschädigung 2016 Südtirol, Überetsch.
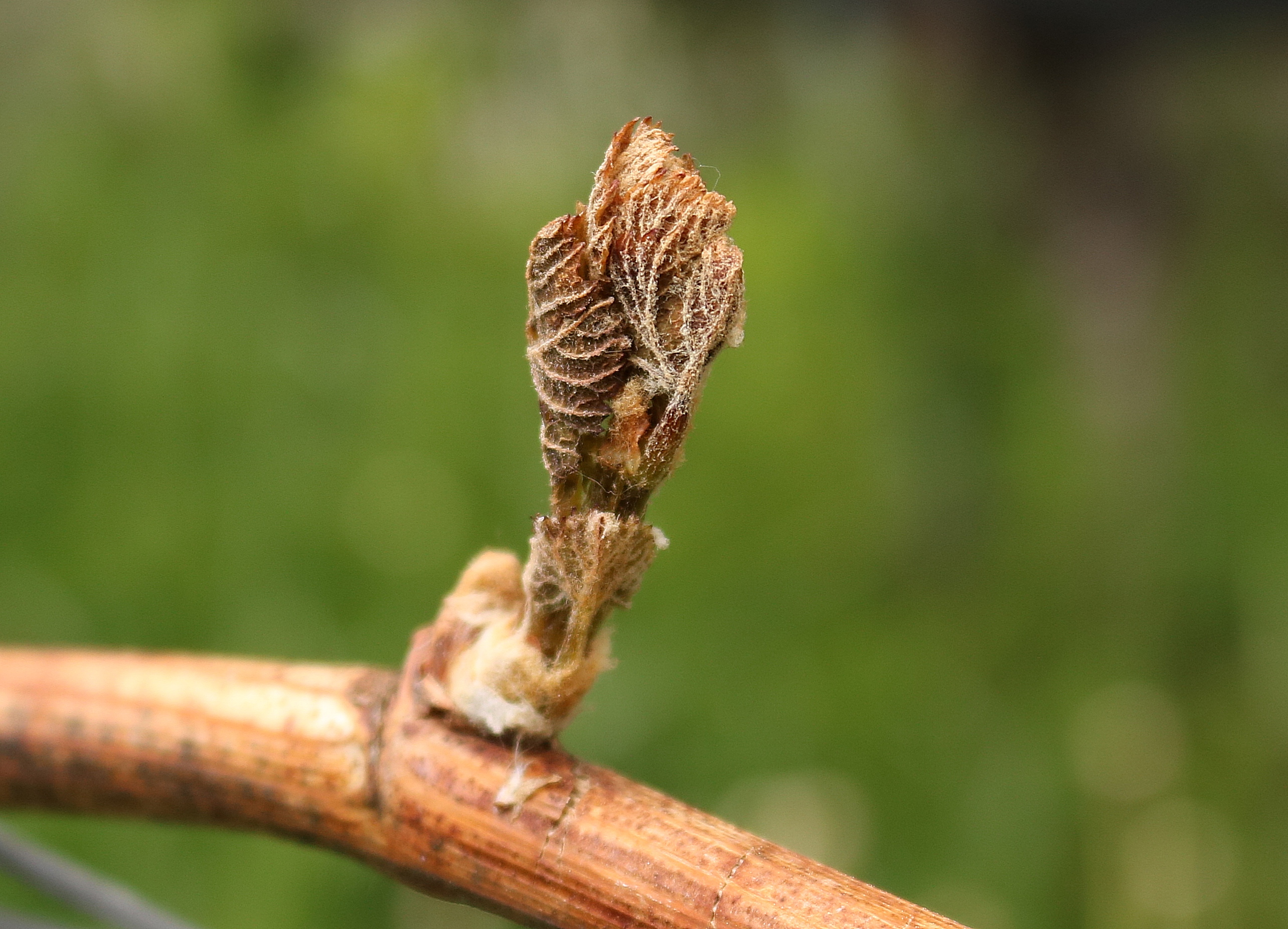
Spätfrostschaden 2016 Südtirol, Seeburg.
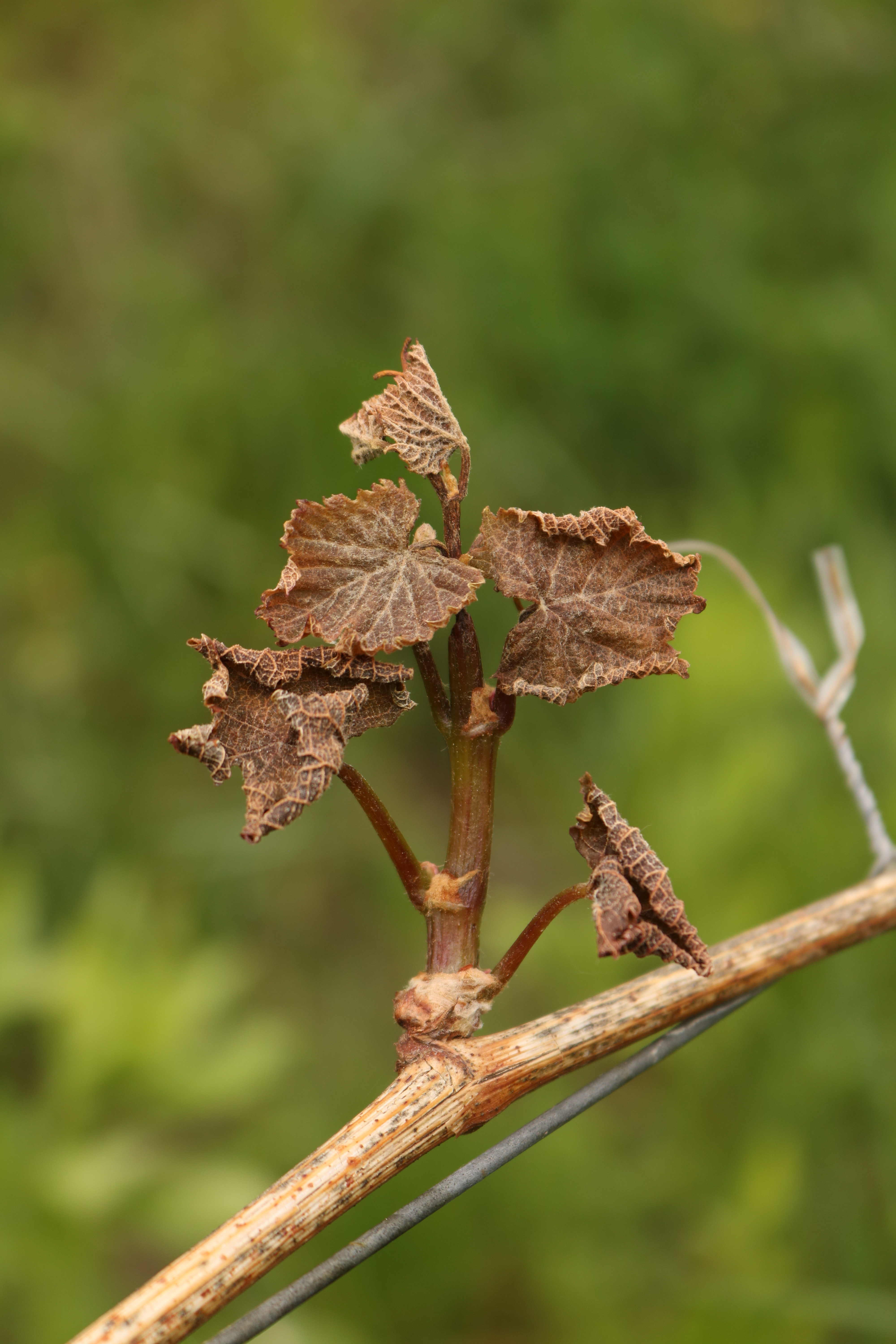
Spätfrostschaden Südtirol 2016
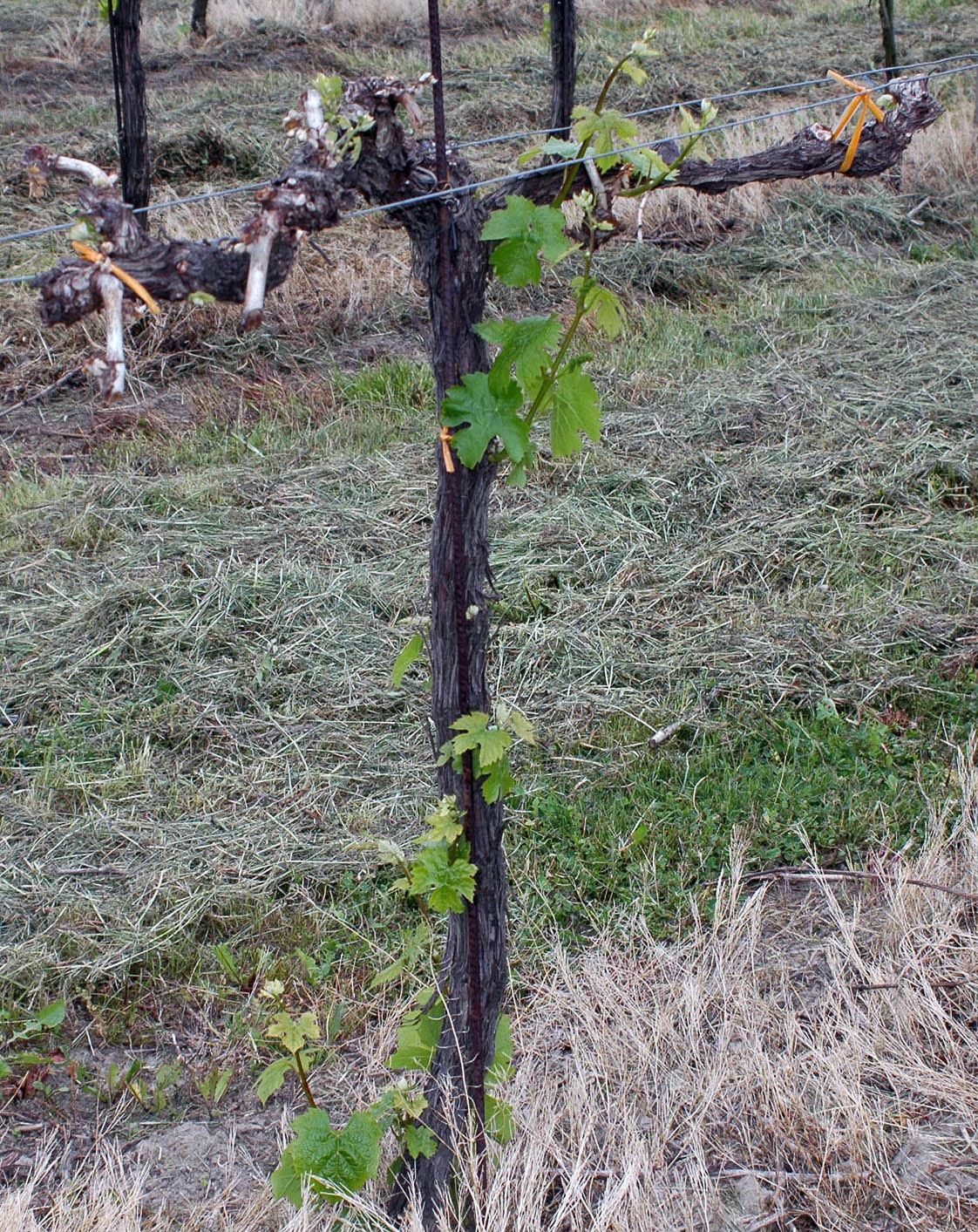
Austrieb durch Spätfrost geschädigt. Neuaustrieb aus  schlafenden Knospen zur Regeneration des Stockes.
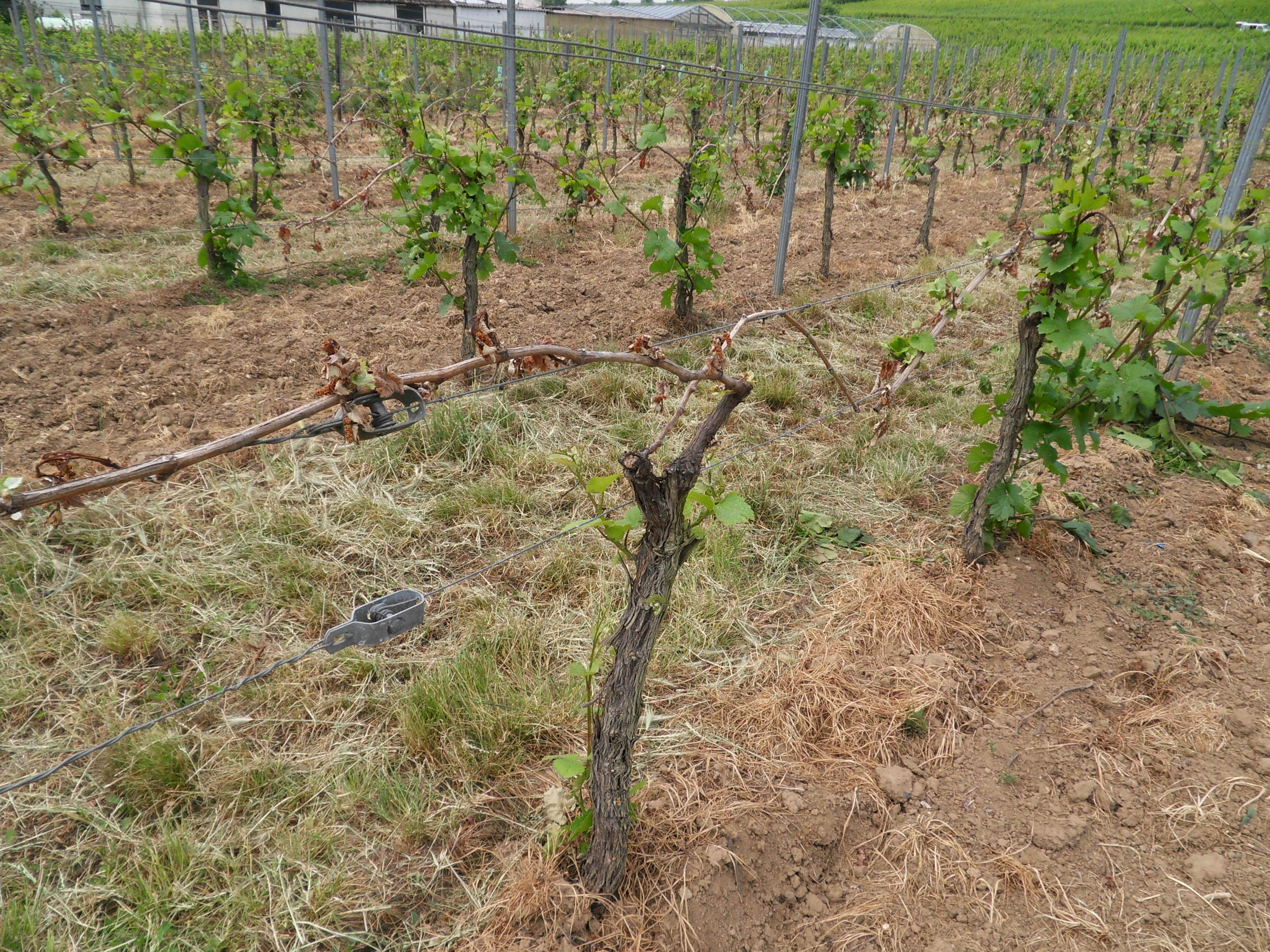
Noch einen Monat nach dem Frost ist deutlich der unterschiedliche Schädigungsgrad bzw. die Stockregeneration zu erkennen.

### Einfluss durch Klimawandel
Mit dem Klimawandel steigt die Wahrscheinlichkeit für wärmere Winter und damit für einen früheren Knospenaustrieb. Die Triebe sind daher öfter der Gefahr eines möglichen Spätfrostes ausgesetzt. Phänologische Aufzeichnungen zeigen ein immer früheres Austreiben der Reben; damit verlängert sich die Zeitspanne, in der Spätfröste Schaden verursachen können. In Franken beispielsweise beträgt diese Verlängerung mittlerweile bereits zwei bis drei Wochen.

### Ursachen von Spätfrösten

#### Strahlungsfrost durch Inversionswetterlage
Von Strahlungsfrost spricht man dann, wenn eine Unterschreitung von 0 °C infolge negativer langwelliger Strahlungsbilanz in den Nachtstunden eintritt. Spätfröste treten vor allem dann auf, wenn sich unter Hochdruckeinfluss bei Windstille eine Inversionswetterlage entwickelt. Ist die bodennahe Luft normalerweise wärmer als die darüber liegenden Schichten, kehrt sich das in kalten klaren Frostnächten um. Ohne eine schützende Wolkendecke kann die aus dem Boden aufsteigende Warmluft nach oben entweichen. Gleichzeitig fließt schwerere Kaltluft von den Höhenlagen ins Tal. So entsteht eine Inversionsschichtung, bei der in Bodennähe die Temperaturen sehr kalt sind, aber in einigen Metern Höhe leichtere, deutlich wärmere Luftmassen liegen. Ein Fehlen von Wind in dieser Situation verhindert zudem den Luftaustausch. Das führt zu den gefürchteten Spätfrostschäden in Senken oder Staulagen. Erfahrungsgemäß treten die Minustemperaturen in den frühen Morgenstunden, zwischen 3 und 7 Uhr (bis knapp vor Sonnenaufgang) auf.
Begünstigende Faktoren für das Auftreten von Strahlungsfrost sind: lange Nächte; eine geringe Wärmekapazität des Untergrundes; trockene Luft; wenig Wind bzw. Windstille (keine Durchmischung der Luftschichten).
Strahlungsfröste treten häufiger auf als Windfröste.

#### Windfrost (Advektionsfrost, Strömungsfrost)
Von einem Windfrost spricht man dann, wenn Frost als Folge eines horizontalen Transportes (Advektion) einer kalten Luftmasse mit einer Lufttemperatur unter 0 °C gegeben ist. Windfröste können in allen Lagen Schäden verursachen. Diese verursachen ohne eine Inversionsschichtung Frostschäden, die je nach Strömungsrichtung des Kaltluftkeils an allen dem Wind ausgesetzten Rebflächen zu finden sind. Eine Reihe von Frostverhütungsmaßnahmen sind bei Windfrost unwirksam.

### Verhütungsmaßnahmen

#### Indirekte Maßnahmen
- Bodenbearbeitung: Den Boden offen halten (keine Bodenbearbeitung im Frühjahr durchführen – Bodenbearbeitung vergrößert die Oberfläche, der Boden kühlt schneller aus). Eine vorhandene Begrünung vor dem wahrscheinlichen Frostereignis stark einkürzen bzw. mulchen. Mit dieser Maßnahme erreicht man eine Verkleinerung der wärmeabgebenden Bodenoberfläche. Auch nach einem Herbizideinsatz liegt die Bodentemperatur um 0,25 – 0,5 °C höher als nach Mulchen oder Offenhalten des Bodens.

- Vorwegberegnung: Ein feuchter Boden kann mehr Wärme speichern (bis 30 %) als ein trockener. Sollte die Möglichkeit bestehen, kann bei trockenem Boden eine Vorwegberegnung die Frostschärfe abschwächen. Die Beregnung muss aber so rechtzeitig erfolgen, dass die zu schützenden Rebstöcke noch abtrocknen können. Dazu notwendige Überkronenberegnungsanlagen stehen größtenteils, aufgrund von Wassermangel, in Weingärten kaum zur Verfügung. Eine Tropfbewässerung befeuchtet nur einen Teil des Bodens und ist diesbezüglich nicht so effizient.

- Abdeckung mit Erde: Im Herbst Anhäufeln (Anpflügen) von gepflanzten Reben oder späte Auspflanzung (ab ca. Mitte Mai) in frostgefährdeten Lagen.

- Frostruten: Frostruten können bei zu erwartenden Spätfrostschäden zum normalen Anschnittniveau angeschnitten werden. Nach dem Austreiben werden die Frostruten bei vollständigem Austrieb entfernt, um zur vorgesehenen Anschnittstärke zu gelangen. Aus arbeitswirtschaftlichen Gründen werden Frostruten nur in typischen Frostlagen belassen. Frostruten sollen lang (höhere Augenanzahl) angeschnitten werden, damit die Hauptaugen im Austrieb zunächst gehemmt werden.

- Austriebsverzögerung: Mit Maßnahmen, die zu einer Verzögerung des Austriebs führen, kann die Anfälligkeit der Rebe gegen Spätfrost verringert werden. Ein später Rebschnitt verzögert den Austrieb und ermöglicht nach einem Frost eine gewisse Korrektur der Schadenshöhe. In Nordamerika wird das „double pruning“ (Doppelter Rebschnitt) in Lagen mit häufiger Frostgefahr angewendet. Dieses nutzt die apikale Dominanz der Triebe. Ein Kordon mit kurzen Zapfen ist dazu Voraussetzung. Die Triebe werden im Winter lediglich auf eine Länge von 60 cm eingekürzt. Sind nach einem Spätfrostereignis die am Ende der Rute zuerst ausgetriebenen Augen geschädigt, werden die unteren stammnahen Augen genutzt, die meist noch nicht ausgetrieben haben. Dadurch soll das Austreiben eines Hauptauges gewährleistet und damit Ertragseinbußen vermieden werden. Nach der Spätfrostgefahr erfolgt der zweite eigentliche Rebschnitt, bei dem die Triebe auf ein bis zwei Augen zurückgeschnitten werden. Die Erfahrungen zeigen eine Austriebsverzögerung von 20–30 Tagen. Diese Verzögerung hat natürlich ihre Nachwirkungen in der gesamten Entwicklung des Rebstockes. Langjährige Erfahrungen liegen in Europa noch nicht vor.[7] Mit verschiedenen chemischen Substanzen (Frostschutzmittel) wird versucht, den Knospenaustrieb zu verzögern. Derzeit werden verschiedene Öle versuchsmäßig erprobt.[7]

- Erziehungssystem: Das Erziehungssystem kann Schäden bei Winter- und Spätfrösten beeinflussen; Je größer der Abstand des angeschnittenen Holzes vom Boden ist, desto geringer ist die Frostschadengefahr. In Minimalschnittanlagen verringert sich die Spätfrostgefahr aufgrund der belassenen hohen Augenanzahl sowie der höher liegenden Triebzone.

- Frostversicherung: In einigen Ländern werden auch Frostschutzversicherungen für Weingärten von Versicherungsgesellschaften angeboten.

#### Direkte Bekämpfungsmöglichkeiten

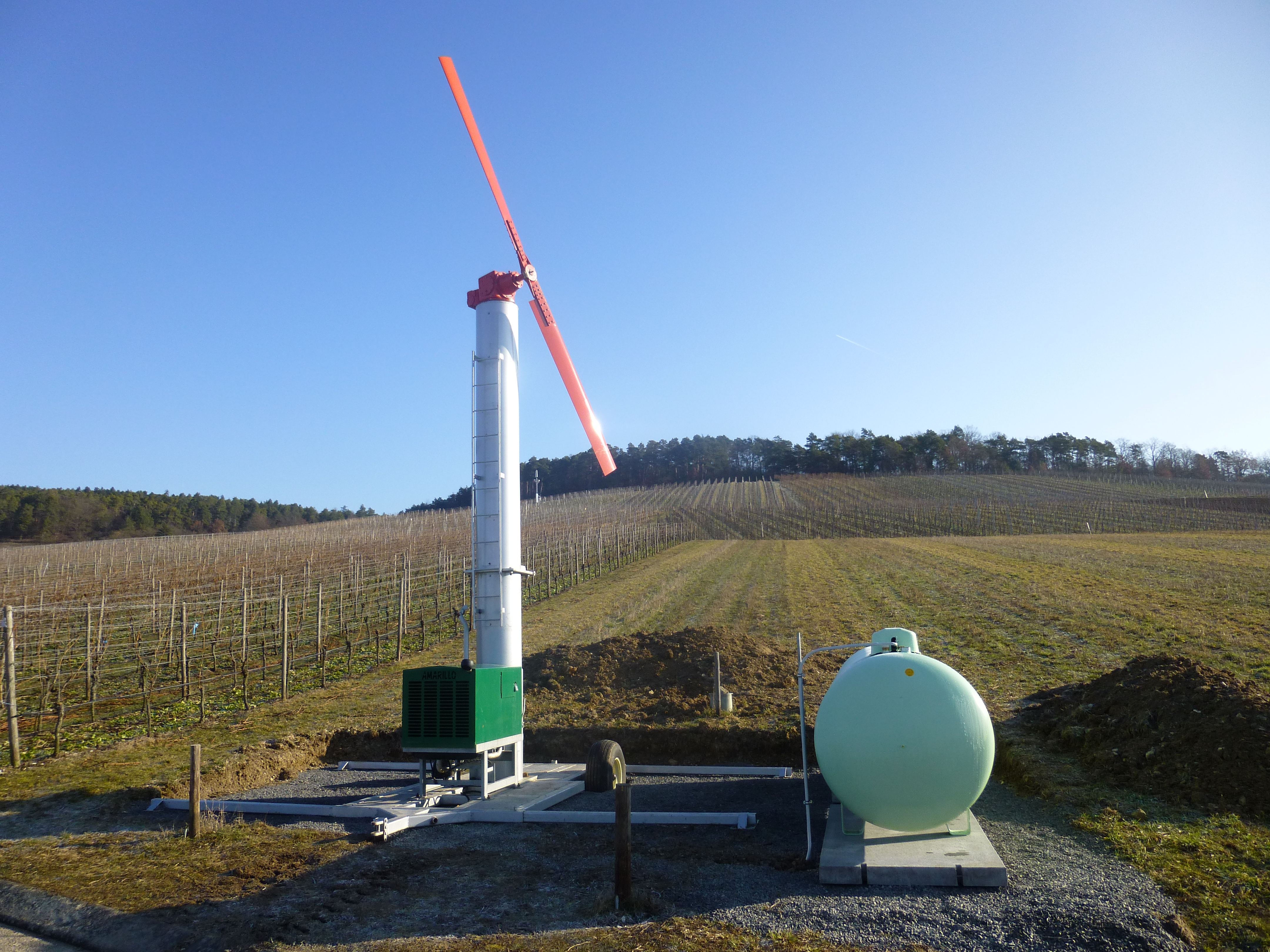
Gasbetriebene Windmaschine.

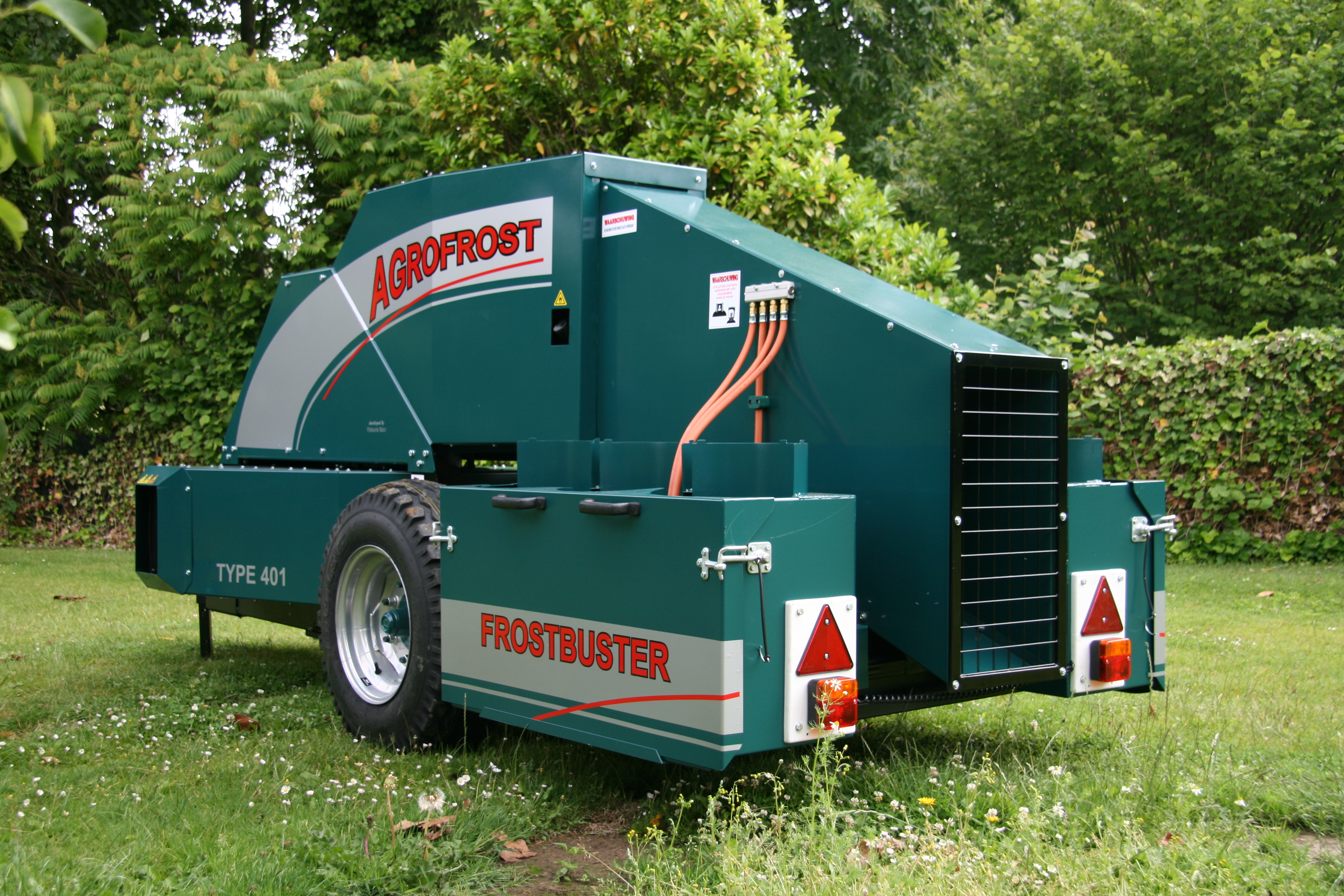
Frostbuster
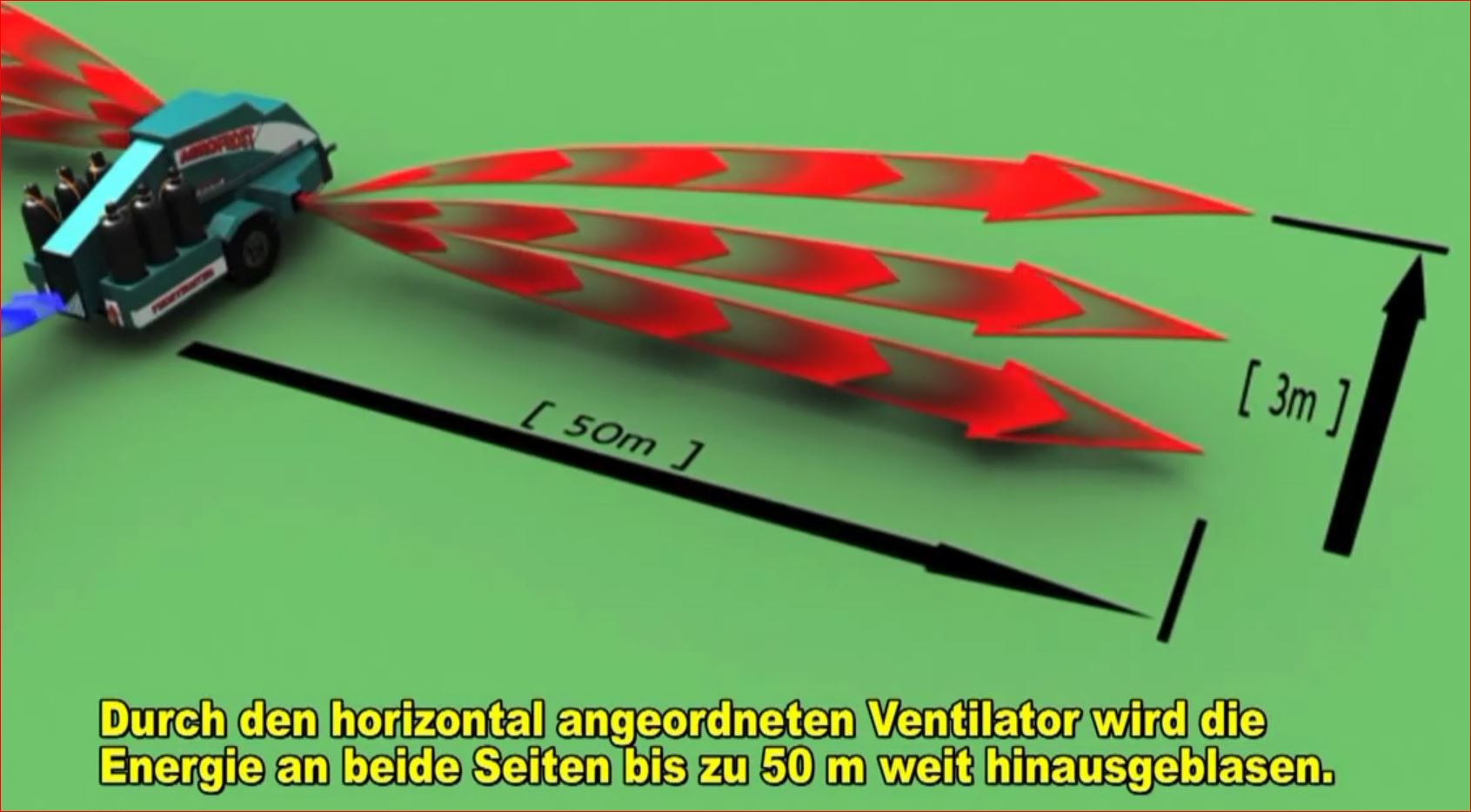
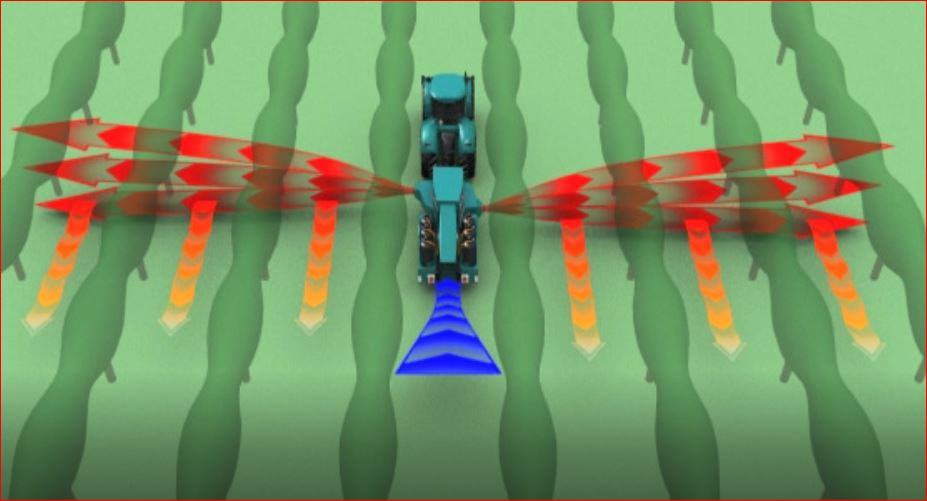

Direkte Bekämpfungsmöglichkeiten sind: Vernebeln/Räuchern, Abdeckung, Frostberegnung, Luftdurchmischung, Heizung; sie können bei richtigem Einsatz Schutz bieten.
Für eine effektive Spätfrostbekämpfung sind Wetterprognosen und Warneinrichtungen eine Hilfe. Inner- und außerhalb der zu schützenden Anlagen sind genaue Temperaturmesseinrichtungen notwendig. Frostwarneinrichtungen können nur Vorwarnungen abgeben.
Vernebeln/Räuchern
Mit rechtzeitigem Verbrennen von stark rauchendem Material will man eine schützende Nebeldecke über den Weingärten erreichen. Mit der Nebelschicht soll die Wärmeabstrahlung des Bodens verringert und nach dem Frost eine zu rasche Einwirkung der Sonne verhindert werden. Ein rasches Auftauen gefrorener Pflanzenteile nach dem Frost erhöht das Schadensausmaß. Die Wirkung dieses Vorgehens ist zwar theoretisch erklärbar, aber praktisch nicht umsetzbar. Die erzeugte mehr oder weniger dichte Nebelschicht besteht vorwiegend aus Rauch und weniger aus Wasserdampf. Im Rauch kann weniger Energie gespeichert werden; er ist daher ein unzureichender Wärmepuffer und kann ein Absinken der Temperatur nicht verhindern. Auch die Verwendung von Vernebelungsmaschinen ist nicht geeignet; zudem ist die Anschaffung einer solchen Ausrüstung und deren Betrieb mit hohen Kosten verbunden. Dieses Verfahren hat zum Schutz vor Spätfrostschäden erfahrungsgemäß nur eine geringe beziehungsweise gar keine Wirksamkeit.
Abdeckung
Bei verschiedenen Abdeckmaterialien über dem Rebstock bzw. der Rebzeile basiert der Frostschutzeffekt auf einer Hemmung der Wärmeverluste durch Abstrahlung und/oder Konvektion. Die Wirksamkeit hängt im Wesentlichen von der Undurchlässigkeit des Materials für Wärmestrahlung und von der Winddichtheit ab. Besonders groß sind die Unterschiede bei Kunststofffolien. Polyethylen (PE)-Folien lassen Wärmestrahlen fast ungehindert durch, Polyvinylchlorid (PVC)-Folien halten die Strahlung dagegen zurück. Geeignet sind auch aluminiumbeschichtete Folien. Sie absorbieren nicht nur die Wärmestrahlung, sondern reflektieren sie auch. Solche Folien müssen aber während des Tages wegen ihrer Lichtundurchlässigkeit wieder abgenommen werden. Die Methode ist sehr arbeitsaufwendig und kann daher nur auf kleinen Flächen angewendet werden. Früher deckte man bei niederen Pfahlkulturen die einzelnen Rebstöcke mit Frostschutzschirmen aus Karton ab.

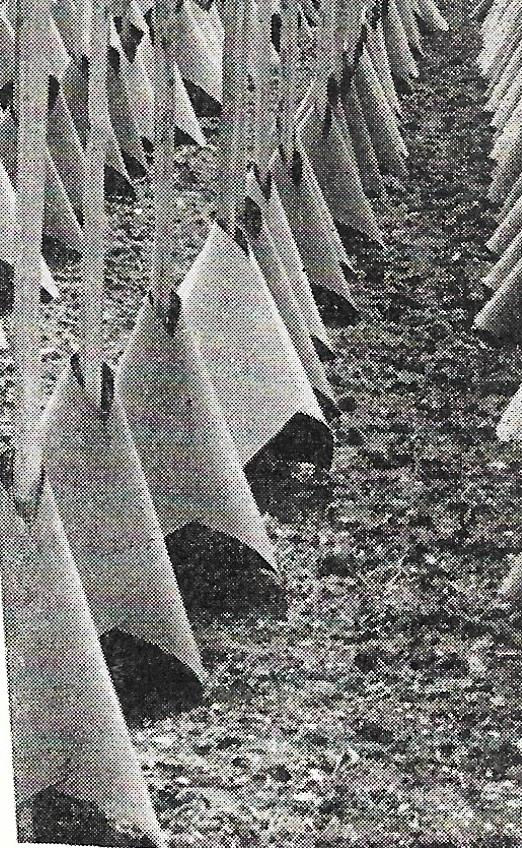
Frostschirme zur Spätfrostbekämpfung in der Stockkultur.

Frostschutzberegnung
Eine Frostschutzberegnung ist bei ausreichender Verfügbarkeit von Wasser eine gute Frostschutzbekämpfungsmethode. Voraussetzung ist aber, dass bereits 2–4 Blätter der jungen Triebe entfaltet sind. Bei der Frostschutzberegnung wird die Kristallisationsenthalpie des Wassers (80 kcal/kg = 332,5 kJ/kg Wasser) genutzt (Änderung des Aggregatzustands von flüssig zu fest unter Freisetzung von Energie). Damit werden die Pflanzenteile gegen Erfrieren geschützt. Da die Verdunstungskälte (540 kcal/kg = 2257 kJ/kg Wasser) fast siebenmal so hoch ist wie die Kristallisationsenthalpie, kann die Frostberegnung bei Windfrösten nicht eingesetzt werden. Sehr wichtig ist, dass die Beregnungsanlage schon in Betrieb ist, bevor die kritische Temperatur erreicht wird; besonders dann, wenn der Taupunkt deutlich unterhalb der kritischen Temperatur liegt. Um ständig Wärmeenergie freizusetzen, muss permanent Wasser gefrieren. Eine Frostschutzberegnung knapp nach dem Austrieb von Reben ist unwirksam, da die zu schützende Oberfläche zur Freisetzung der kristallisationsenthalpie noch zu gering ist. Eine Frostschutzberegnung bietet Schutz bis ca. −6 °C und bei Strahlungsfrost (Wind nur bis maximal 1 m/s). Bei stärkerem Wind steigen die Wärmeverluste durch Verdunstung überproportional an. Die Beregnung wird bei +1 °C eingeschaltet und bei +2 °C abgeschaltet, wenn der Großteil des Eises geschmolzen ist.
Wichtige Voraussetzung ist eine stationäre Langsamberegnunganlage (3–4 mm Niederschlag/Stunde) und eine ausreichende Wasserversorgung während der Frostperiode. Der Wasserbedarf ist sehr hoch: Es werden je Stunde ca. 30–40 m³/ha benötigt. Muss während der Frostnacht aus Wassermangel abgeschaltet werden, sind die Schäden gegenüber Nichtberegnung größer.

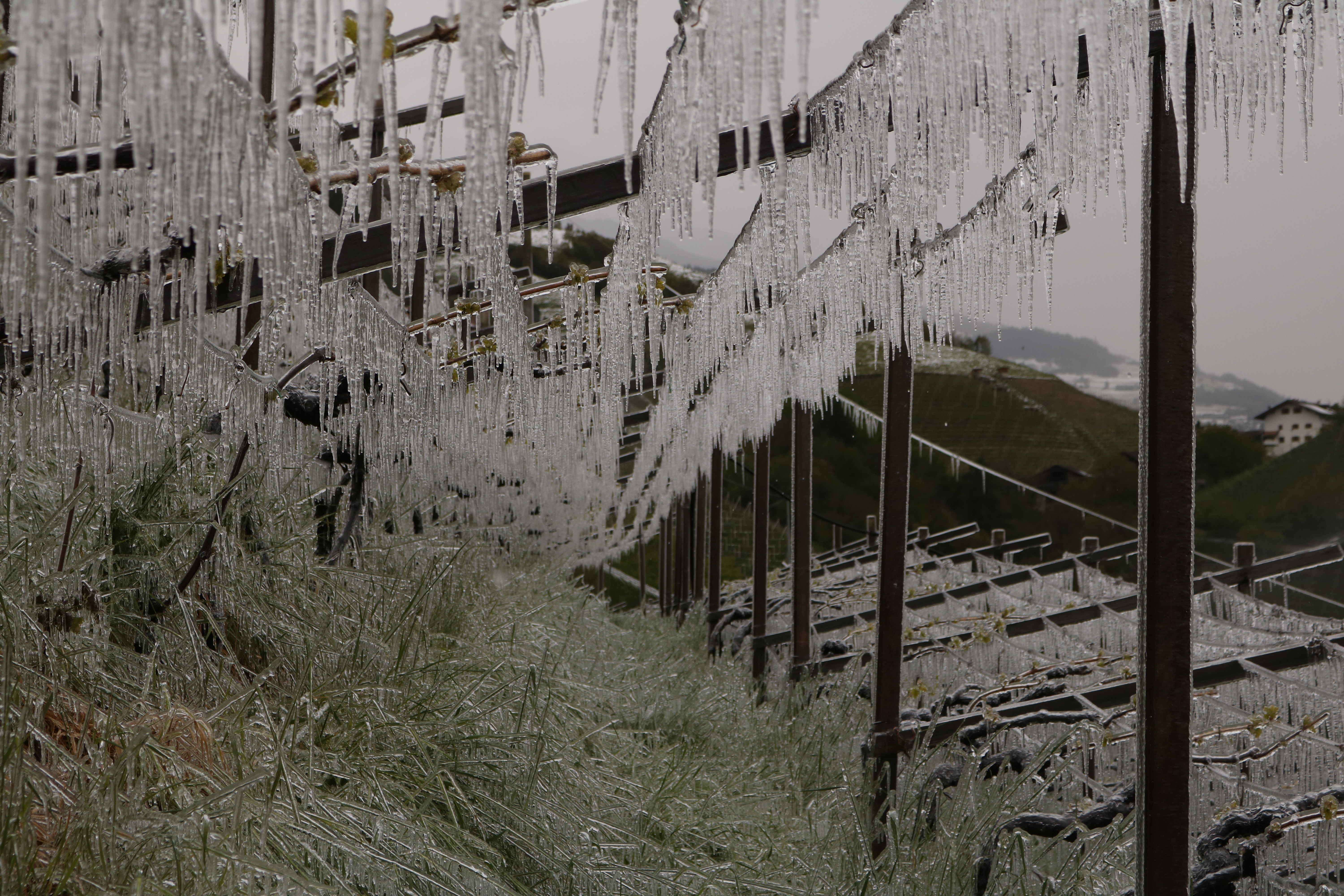
Frostschutzberegnung 2016 in einer Südtiroler Pergelerziehung.
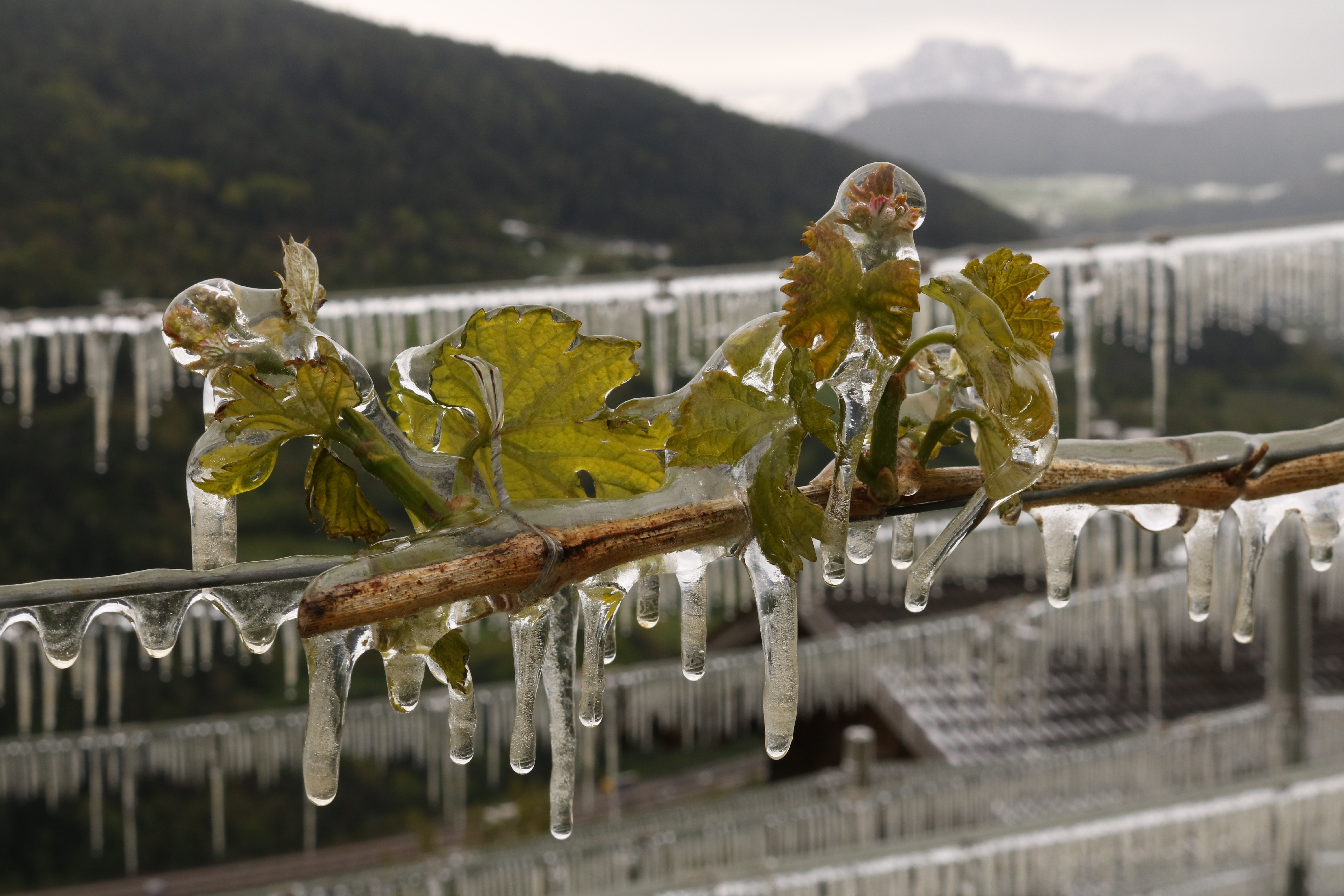
Eis - nicht dieses, sondern der andauernde Gefrierprozess schützt mit seiner Wärmeabgabe die grünen Blätter.
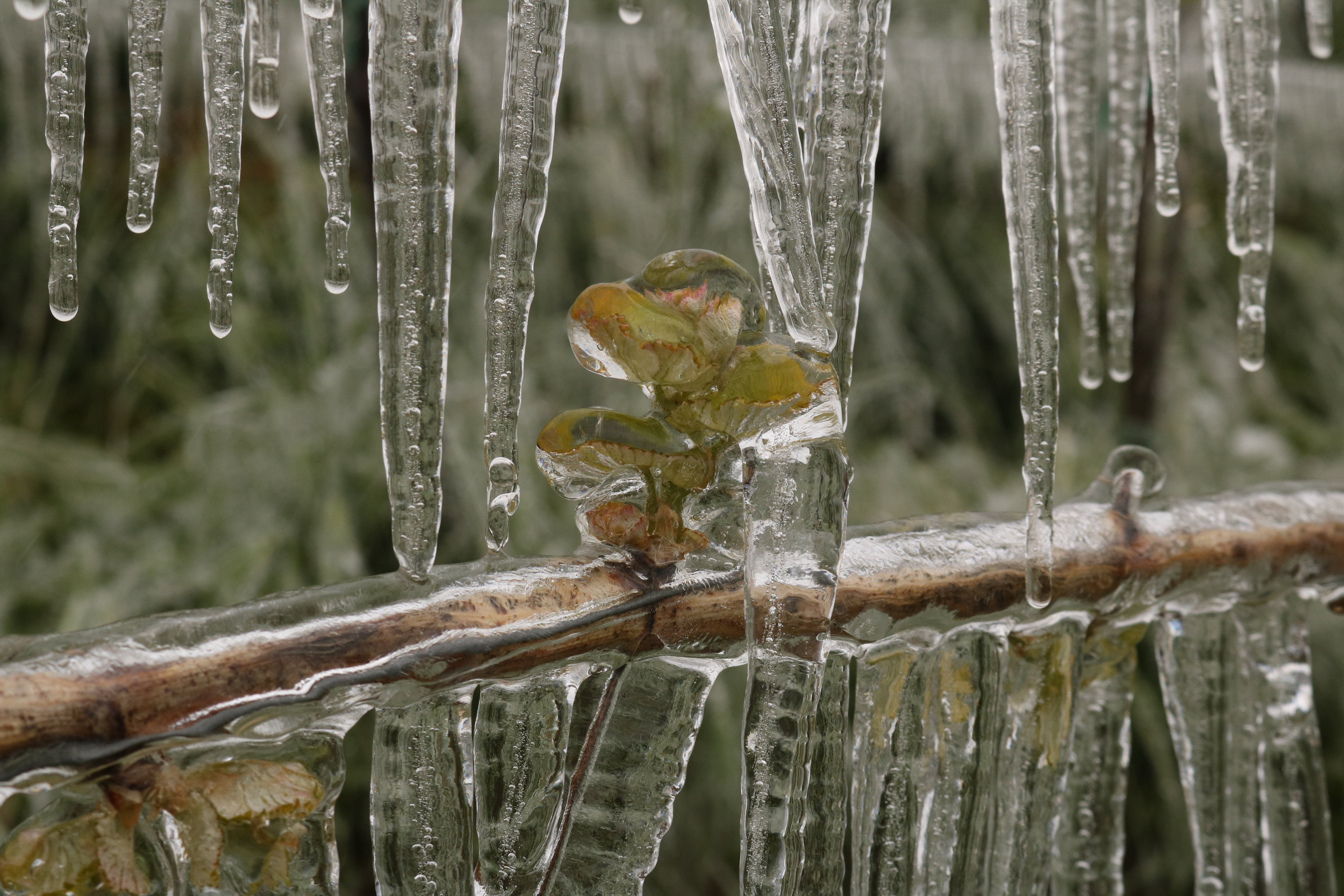
Im Eis eingehüllter junger Trieb.
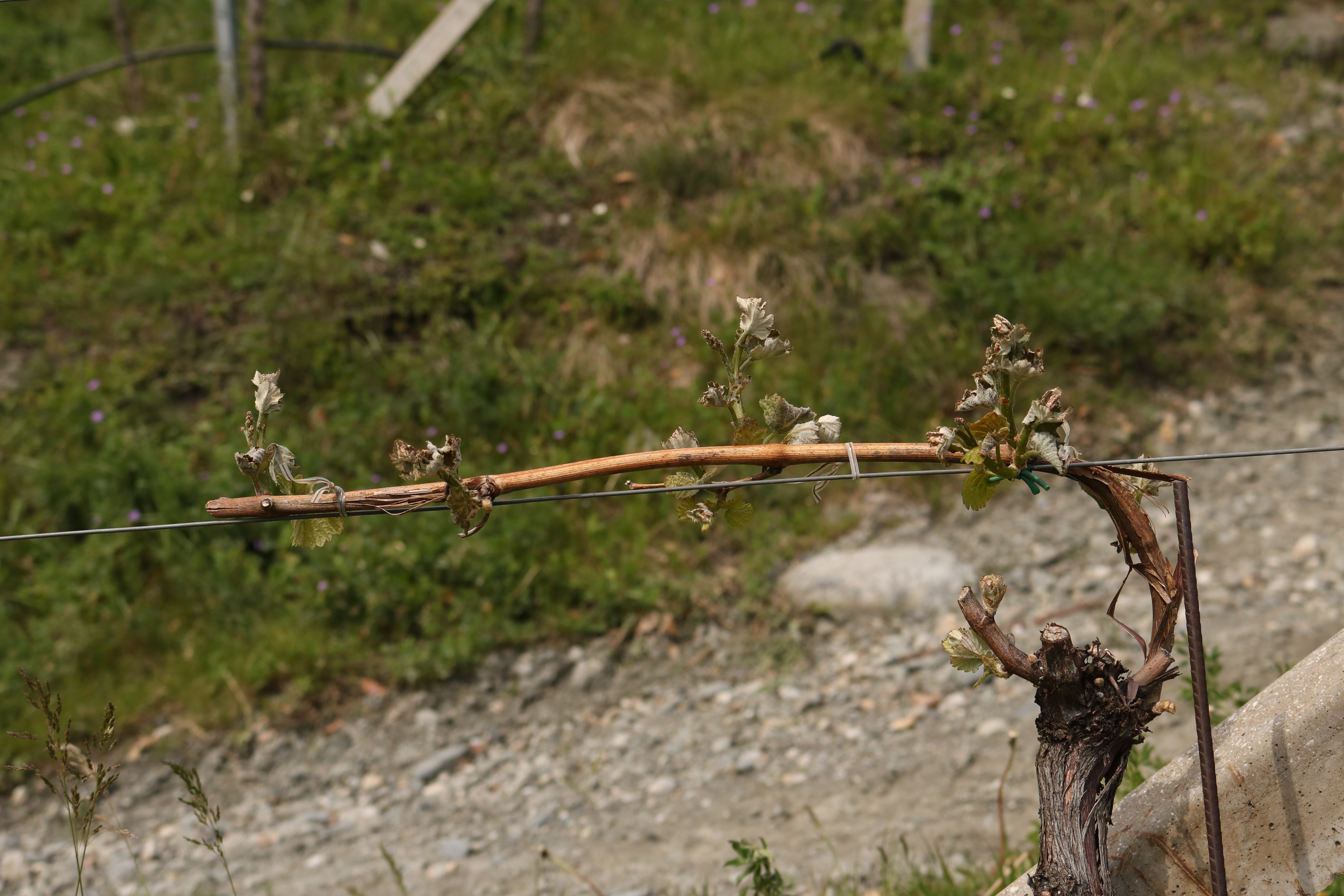
Vom Spätfrost geschädigter Jungtrieb auf einem Strecker.

Luftdurchmischung
Eine Luftdurchmischung kann durch Einsatz von stationären oder mobilen Windmaschinen oder Rotoren (Hubschrauber) erfolgen. Je nach Temperaturdifferenz der Luftschichten und deren Durchmischung kann ein Frostschutz bis –1,5 °C bis –2 °C erreicht werden. Nachteilig ist bei Windmaschinen neben der Lärmbelastung, dass die Kaltluft aus Talsenken nicht voll verblasen wird. Eine weitere Schwachstelle sind Randzonen, in denen die Wirkung abnimmt. Abhilfe schaffen Frostöfen oder Frostkerzen, welche in diesem Bereich aufgestellt werden.

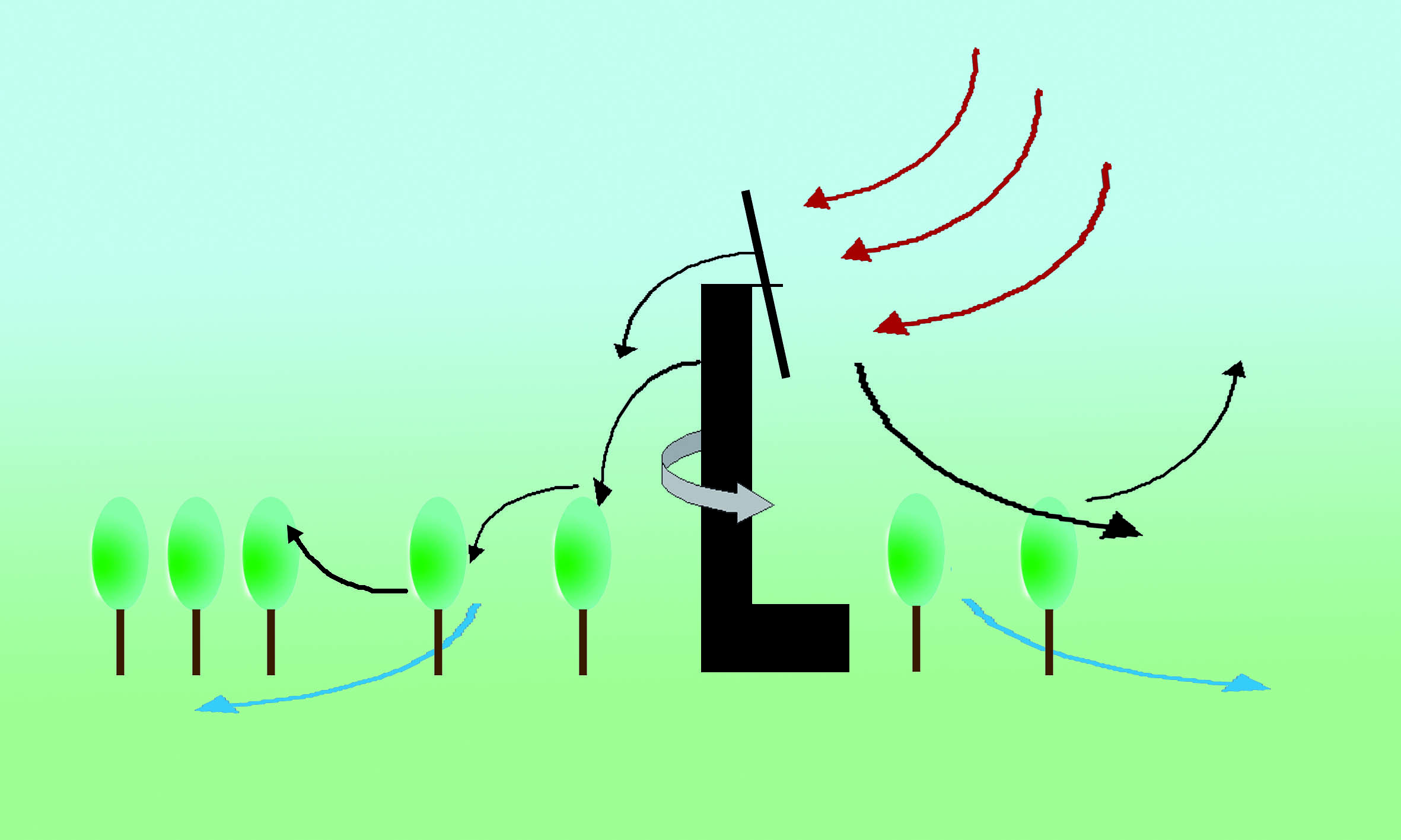
Durchmischung der Luftschichten.

Stationäre Windmaschine
Diese Maschine wird häufig in Neuseeland und Kalifornien verwendet. Die Windmaschine verwirbelt die wärmere höhere Luftschicht mit der kälteren bodennahen Schicht. Windmaschinen sind etwa 12 Meter hoch und haben einen Propeller mit 6 m Durchmesser und ungefähr 6° Anstellwinkel. Alle vier Minuten dreht sich der Propeller um die eigene Achse. Je nach Temperaturdifferenz kann damit bei annähernder Windstille eine Temperaturerhöhung im Bereich der Rebe von bis zu 2 °C erreicht werden. Stationäre Windmaschinen schützen nur vor Strahlungsfrost. Der Schutzbereich beträgt etwa 5 Hektar bei -2 °C oder 1,5 ha bei -5 °C.

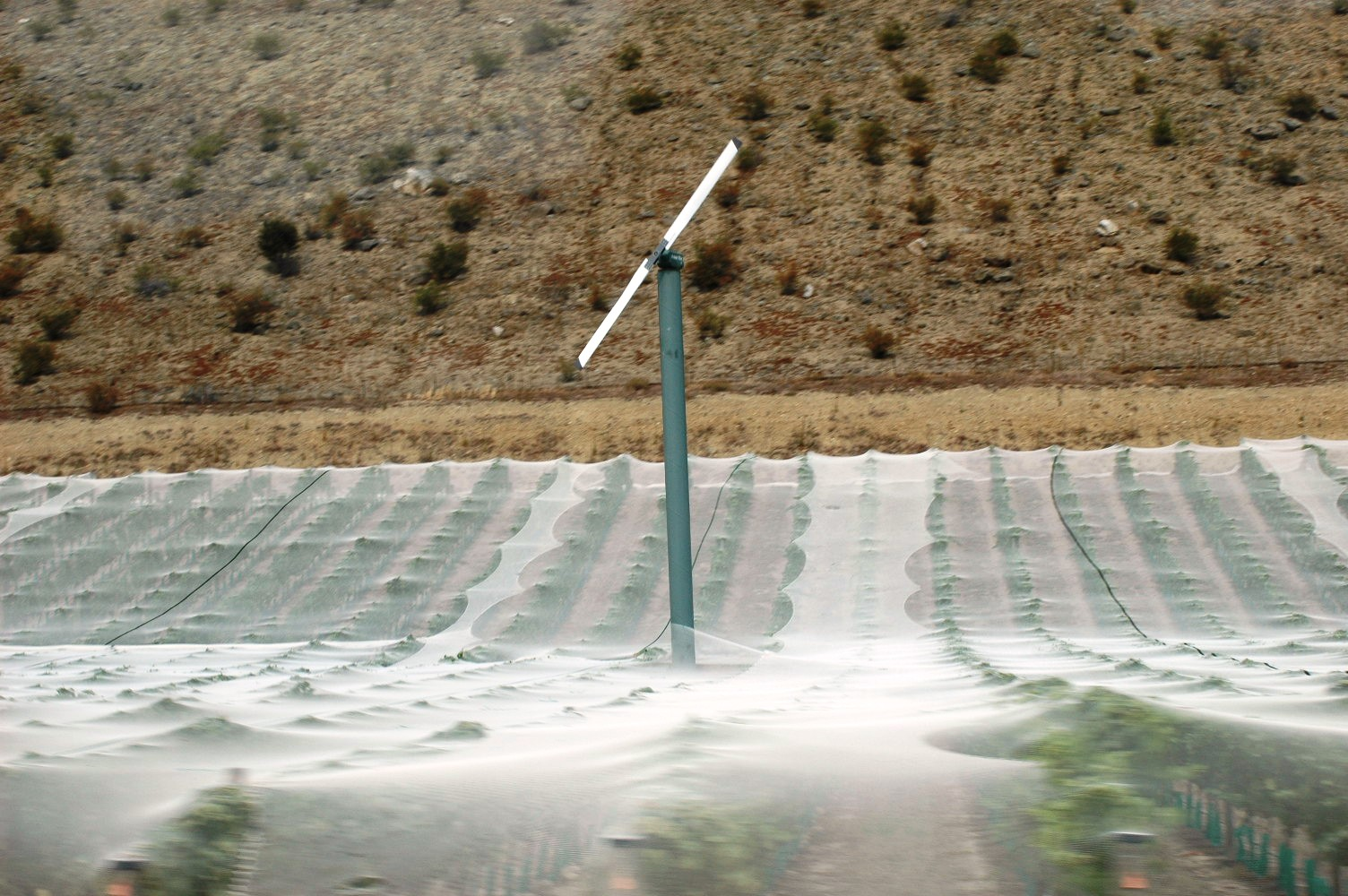
Stationäre Windmaschine in Neuseeland. (Der Weingarten ist bis zur Ernte mit einem weißen Vogelschutznetz abgedeckt.)
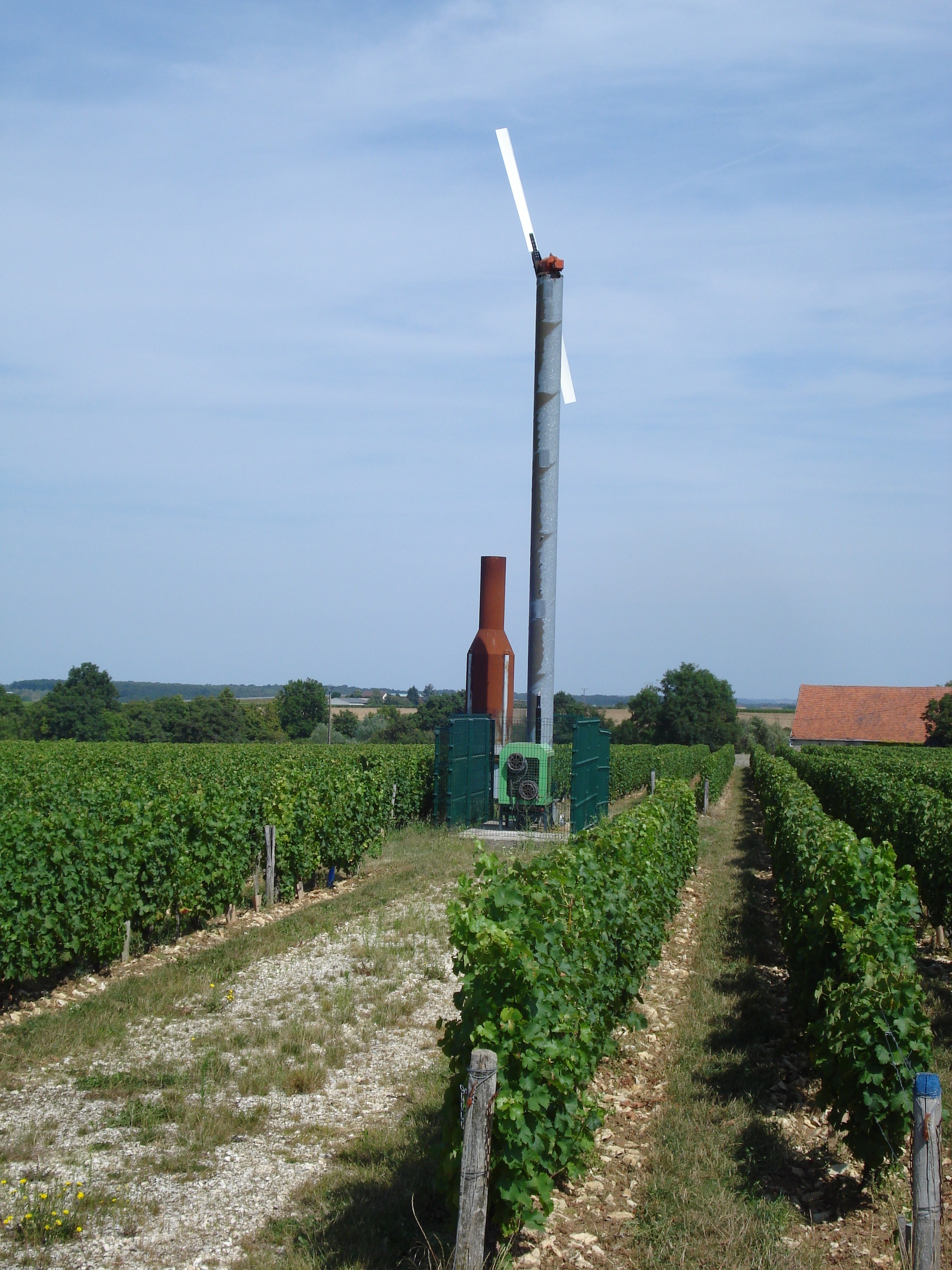
Windmaschine mit Zusatzheizung – Sancerre, Frankreich.
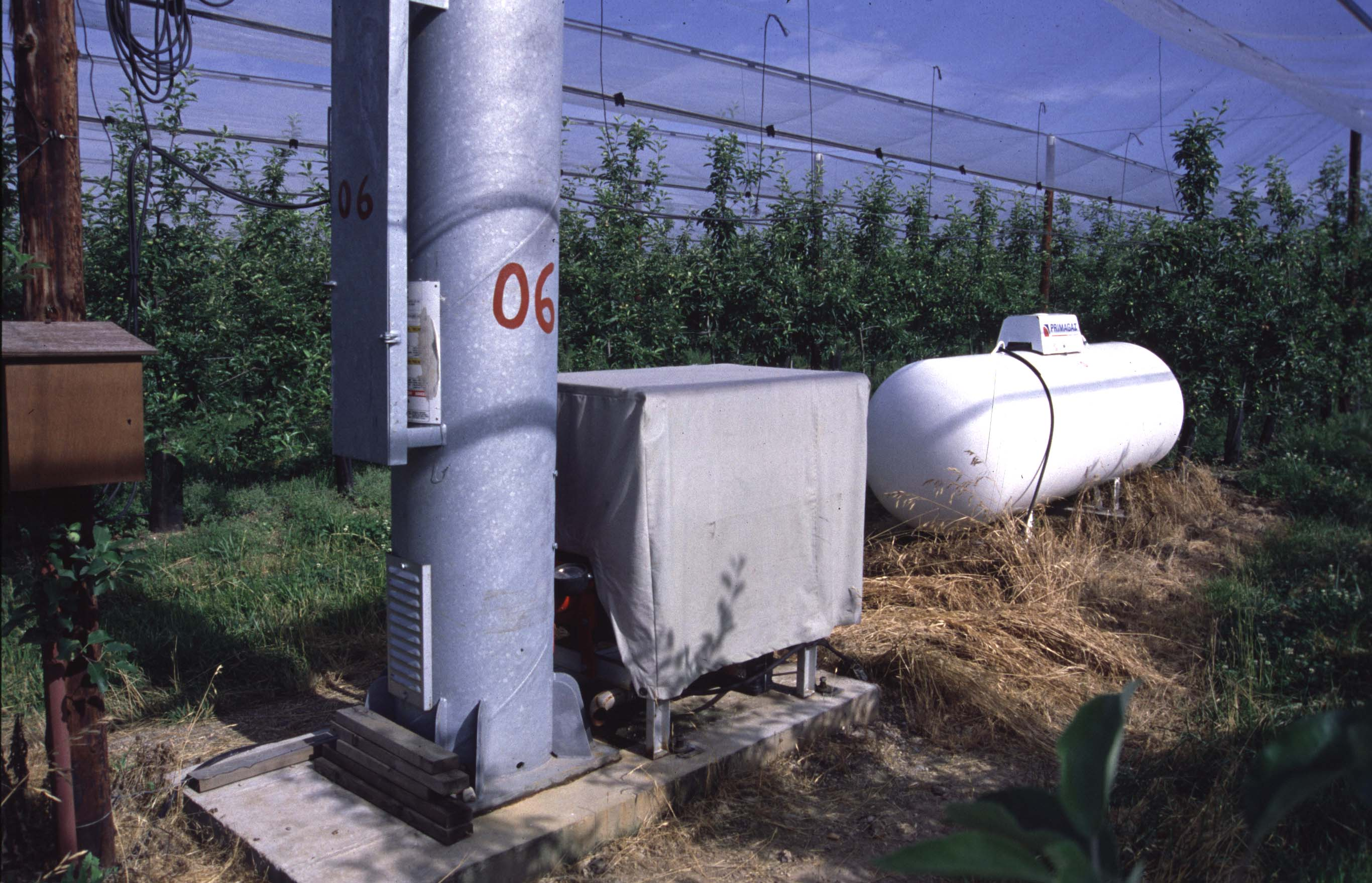
Energieversorgung der Windmaschine mit Zusatzheizung – Sancerre, Frankreich

Mobile Windmaschine
Eine mobile Windmaschine kann etwa eine Fläche von 3–4 ha bei -2 °C und 1 ha bei -5 °C abdecken. Auch hier durchmischt ein Propeller auf einem Mast von 6 m die Luftschichten. Eine mobile Windmaschine hat einen hohen Leistungsbedarf, verursacht hohe Lärmbelastung und ist mit hohen Anschaffungskosten verbunden.
- Gasbetriebene Windmaschine.[7]

Hubschrauber
Der Einsatz eines Hubschraubers (Flughöhe 10–15 m) ist nur bei Strahlungsfrost wirksam. Er ist sehr wirksam bei -2 bis -3 °C und bei guter Inversion, aber weniger effektiv bei -4 bis -5 °C und nicht effektiv bei Wind. Der Abwärtswind der Rotoren wird zum Frostschutz genutzt, weil dieser für eine starke Verwirbelung der Luftschichten sorgt. Ein Hubschrauber deckt 30–50 ha ab. Bei Inanspruchnahme der Dienstleistung fallen keine Fixkosten und Investitionen an. Eventuell werden Bereitstellungskosten fällig. Bei Frosteinsatz fallen die Kosten für Flugstunden an. Der Einsatz ist nur in größeren Einheiten beziehungsweise gemeinschaftlich sinnvoll.
SIS-Technik
„selective inverted sink“ - dieses Gerät saugt die bodennahe Kaltluft mittels Propellers an. Sie wird senkrecht nach oben geblasen. Das führt zu einer Zirkulation der Luftmassen, ist aber nur bei sehr schwachem Strahlungsfrost wirksam. Die Effektivität ist sehr begrenzt. Die am Boden stehende Windmaschine soll eine Fläche von etwa 1 ha abdecken können. Sie kann über den Zapfwellenantrieb eines normalen Weinbergschleppers angetrieben werden. Im Vergleich zu den Windrädern verursacht das SIS-Verfahren weniger Lärm.
Wärmezufuhr mit Heizung
Mit der Frostbuster-Maschine wird Luft in eine Turbine gesaugt, erhitzt und im vorderen Teil der geschleppten Maschine seitlich ausgeblasen. Die mit einer Gasturbine (Propangas) erwärmte Luft wird im bodennahen Bereich seitlich in die zu schützende Anlage verteilt. Die heiße Luft hat eine Temperatur zwischen 70 und 80 °C, gemessen an der Austrittsöffnung der Turbine. In einer Entfernung von 1 Meter hat die Temperatur nur noch 20 °C. Es besteht keine Gefahr, dass die zu schützenden Pflanzenteile beschädigt werden. Es können damit ca. 4–8 ha Fläche geschützt werden. Mit dem Gerät wird regelmäßig durch die Fahrgassen (Abstand von einer befahrenen Reihe 60–90 m) gefahren, wobei nach 10 Minuten Fahrzeit wieder die gleiche Stelle erreicht werden soll. Der Frostbuster kostet ca. 19.000 € und kann eine Fläche von 4–8 ha effektiv schützen; dies entspricht etwa 2.500–5.000 €/ha. Je Stunde werden 45 kg Propangas verbraucht oder 6–11 kg/ha/h; hinzu kommen also noch 10–20 €/h/ha.
- Frostbuster

Der stationäre FrostGuard dient zum Schutz kleiner Parzellen und Treibhäuser. Damit können etwa 0,7–1 ha geschützt werden (Kreissektor mit einem Durchmesser von ca. 100–110 Meter).

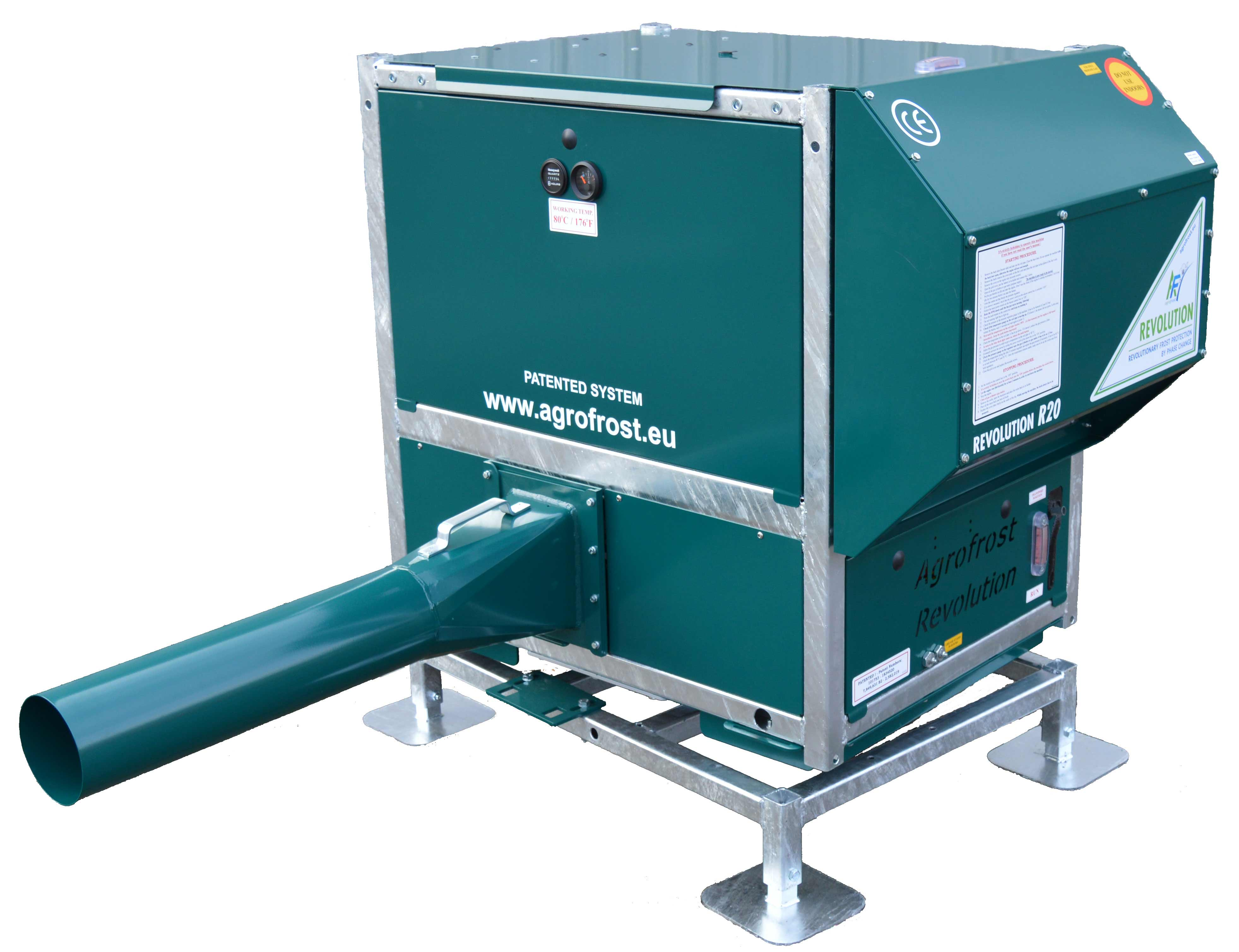
FrostGuard - stationäre Frostschutzeinrichtung.
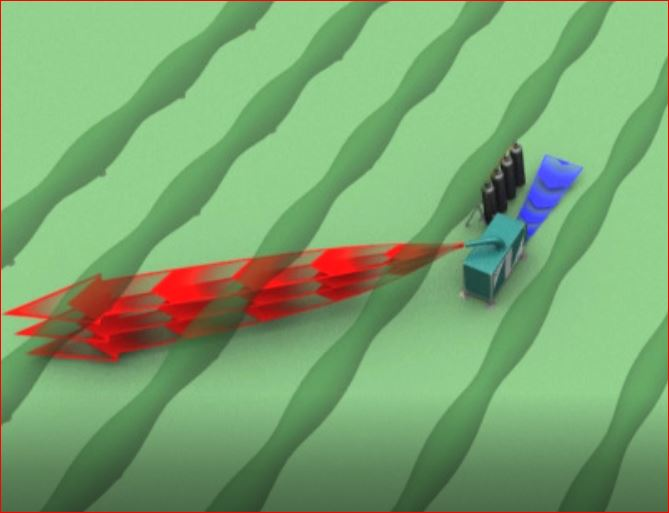
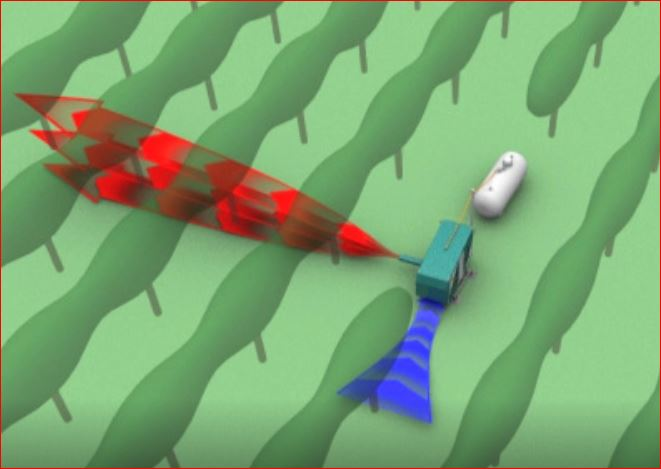

Heizdraht
Hier wird ein Draht mit hohem elektrischem Widerstand um formierte Ruten, Strecker und Kordon gewickelt. Der Kabelbedarf richtet sich nach der Reihenentfernung des Erziehungssystems und liegt bei ca. 4.000–5.000 m/ha. Verwendet werden dafür Drähte die auch bei Dachrinnenheizungen verwendet werden. Sie weisen einen Heizwert von 15 Watt pro laufenden Meter auf,  was eine elektrische Anschlussleistung von rund 90 kW/ha bedingt. Hohe Anschaffungskosten und intensiver Arbeitsaufwand begrenzen die Anwendung meist auf kleinere Flächen. Frostschutz bis −6 °C ist damit möglich, wobei die Wirkung durch Wärmeleitung über das Holz und seinen Saftstrom erzielt wird. Diese Technik schützt auch bei Frösten nach dem Austrieb bis zu einer Trieblänge von 40 cm. Sehr nachteilig ist, dass das Widerstandskabel jährlich neu auf den Trieben befestigt werden muss – ausgenommen bei Kordon mit Zapfenschnitt. Eine Stromversorgung vor Ort ist erforderlich. Wird die 0 °C Grenze erreicht, schaltet sich die Anlage entsprechend ein und aus.
Frostschutzkerzen
Frostkerzen bestehen aus in Kübeln abgefülltem, weitestgehend rauchfreiem Stearin aus nachwachsendem Rohstoff (Stopgel VERTE 5). Erfahrungsgemäß reicht ein Kübel für 2–3 Frostnächte. Bei einem zu erwartenden Frost von –2 bis –3 °C müssen 200–300 Frostkerzen pro Hektar angezündet werden. Daraus ergeben sich Kosten zwischen ca. 1.400 und 2.000 € je ha und Nacht. Kommen mehrere Frostnächte aufeinander, reduzieren sich die Kosten, da die Kerzen nicht vollkommen in einer Frostnacht abbrennen. Frostkerzen bieten Schutz auch bei Windfrost. Bereits kurz nach dem Anzünden wird die Temperatur um 1,5 °C erhöht. Ist die Temperatur – gemessen außerhalb der Anlage – über die kritische Temperatur angestiegen, werden die Flammen mit dem Verschlussdeckel erstickt.

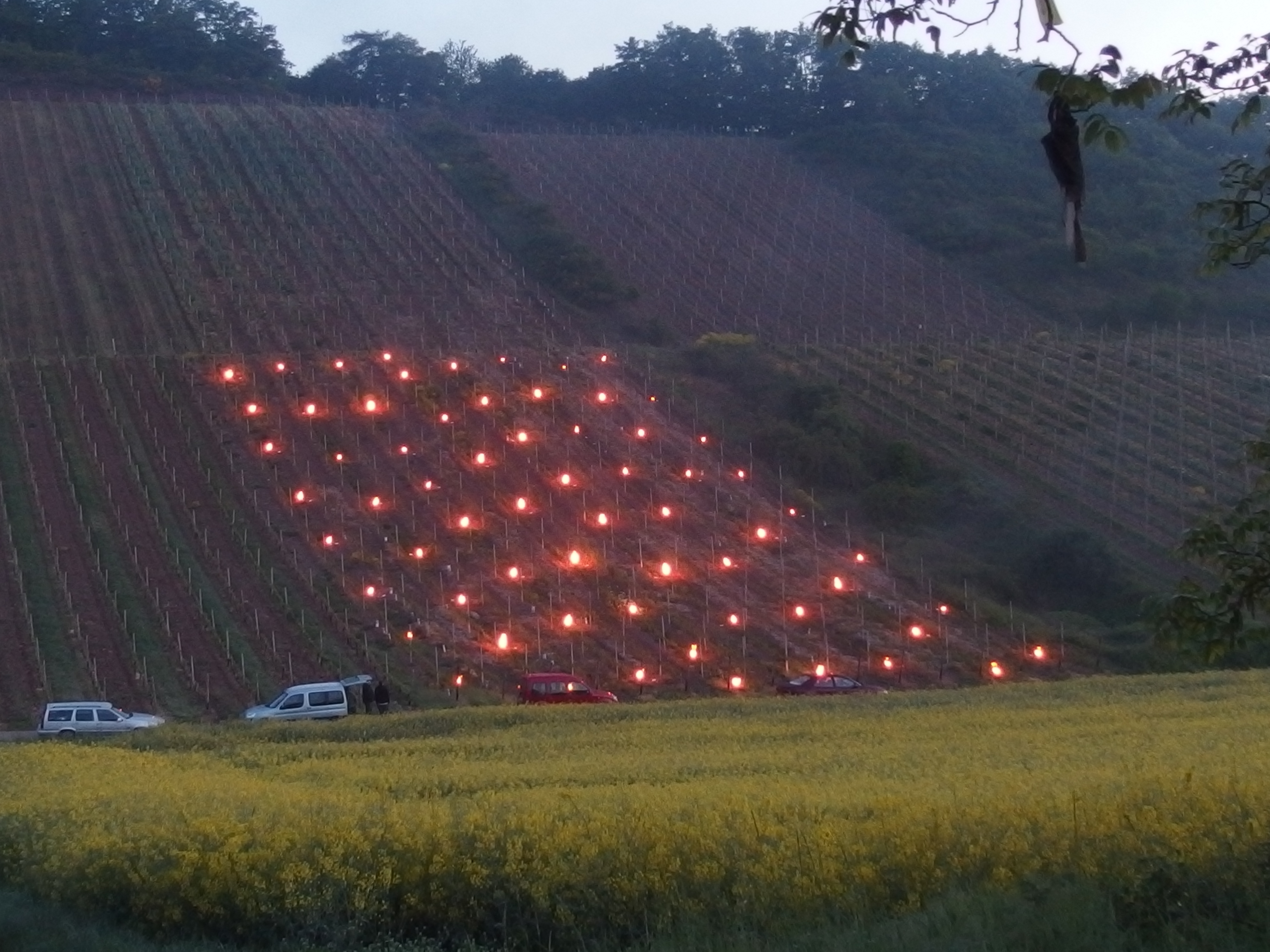
Spätfrostbekämpfung mit Frostkerzen im Weinbaugebiet Nahe.
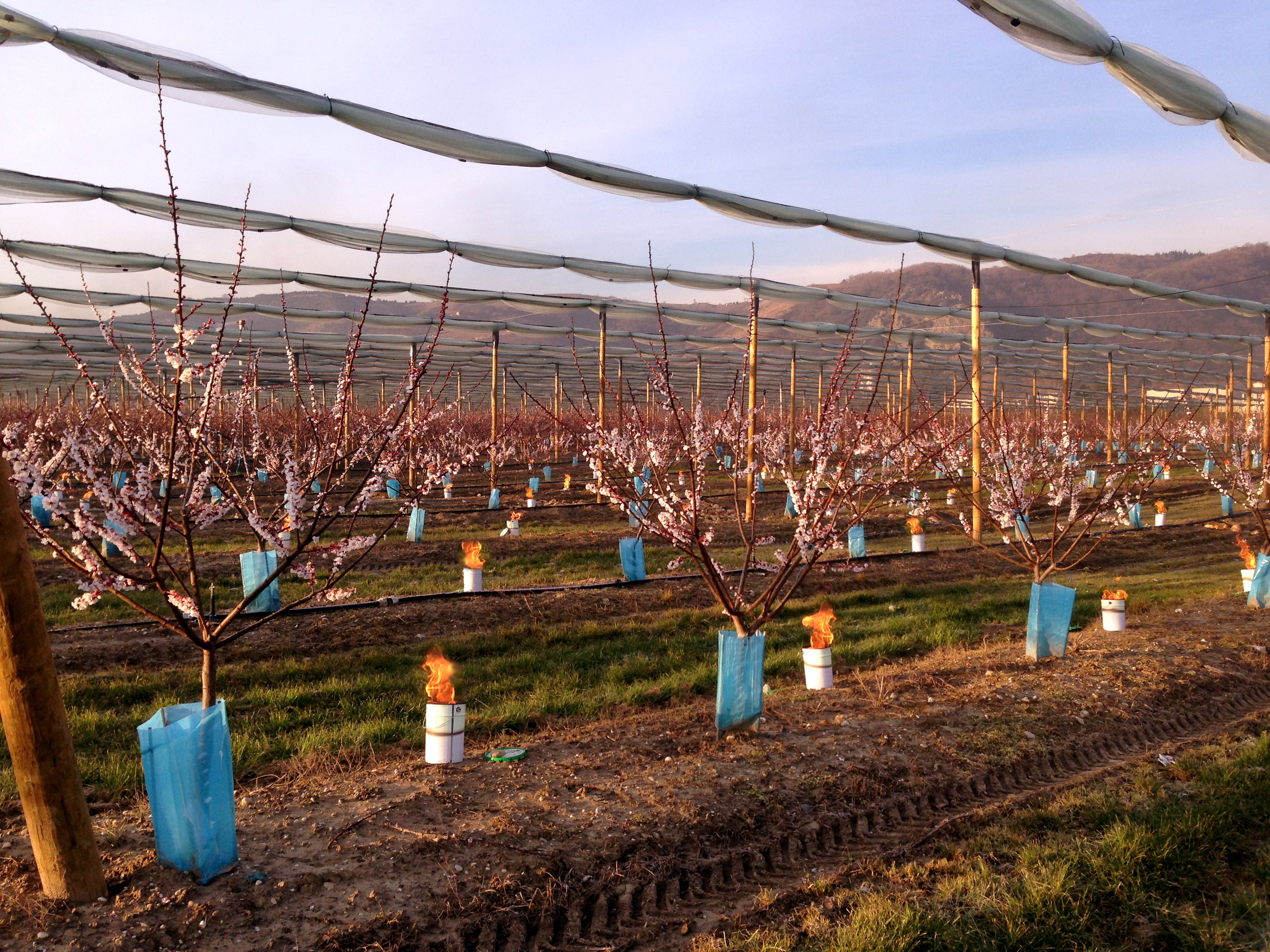
Spätfrostbekämpfung in einer blühenden Aprikosenkultur (Marillenkultur) mit Frostkerzen im Rhonetal, La Roche de Glun.
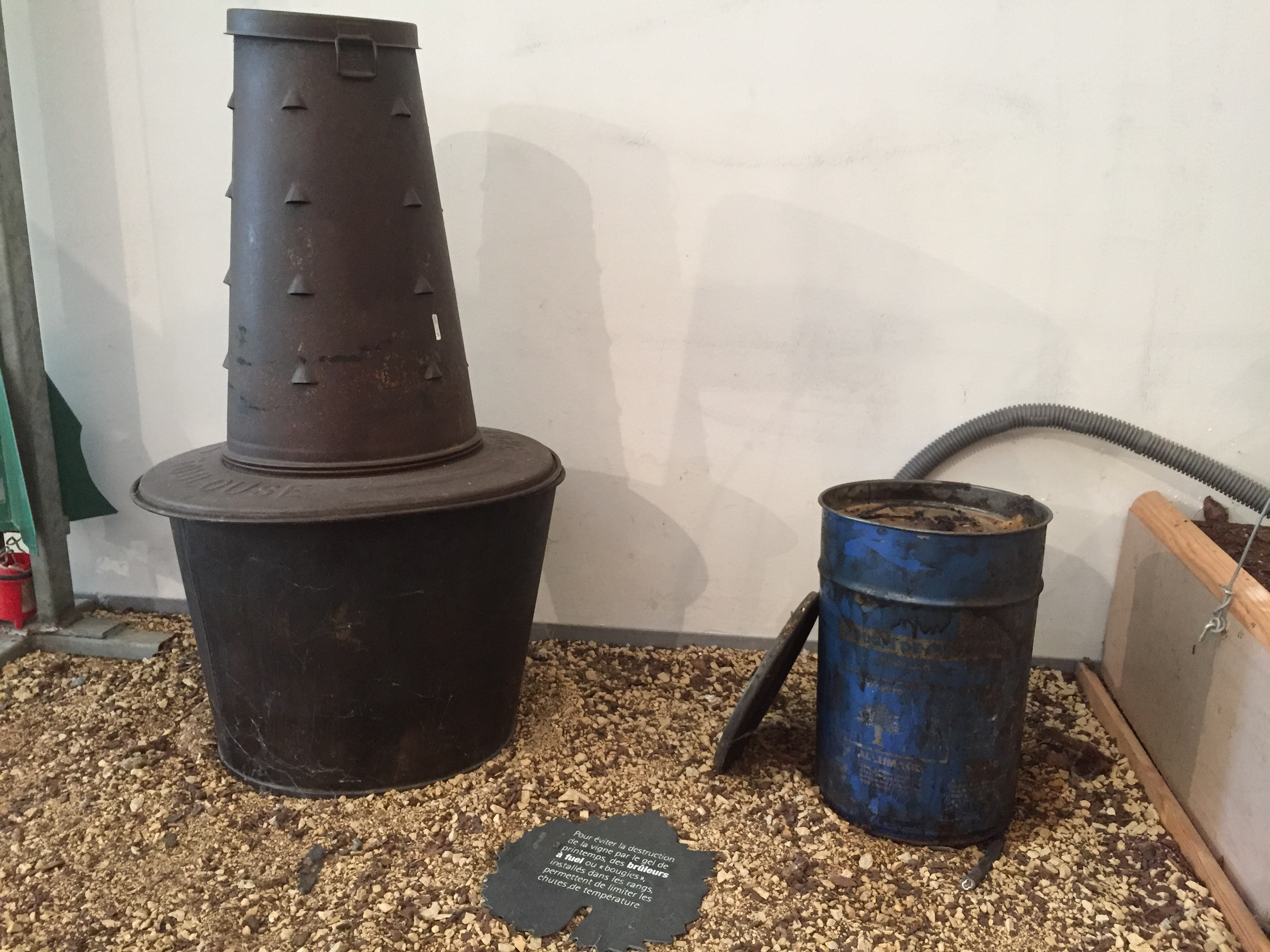
Alter Ölofen (links) und eine Frostkerze im Weinbau-Museum an der Loire in Clisson.

Heizöfen
Heizöfen werden heute nur mehr in Ausnahmefällen – auf kleinen Flächen – verwendet. Sie werden mit Öl oder Gas betrieben. Diese Technik wird im größeren Umfang nicht mehr eingesetzt. Die Verwendung ist auch in einigen Ländern wegen des Luftreinhaltegesetzes untersagt.

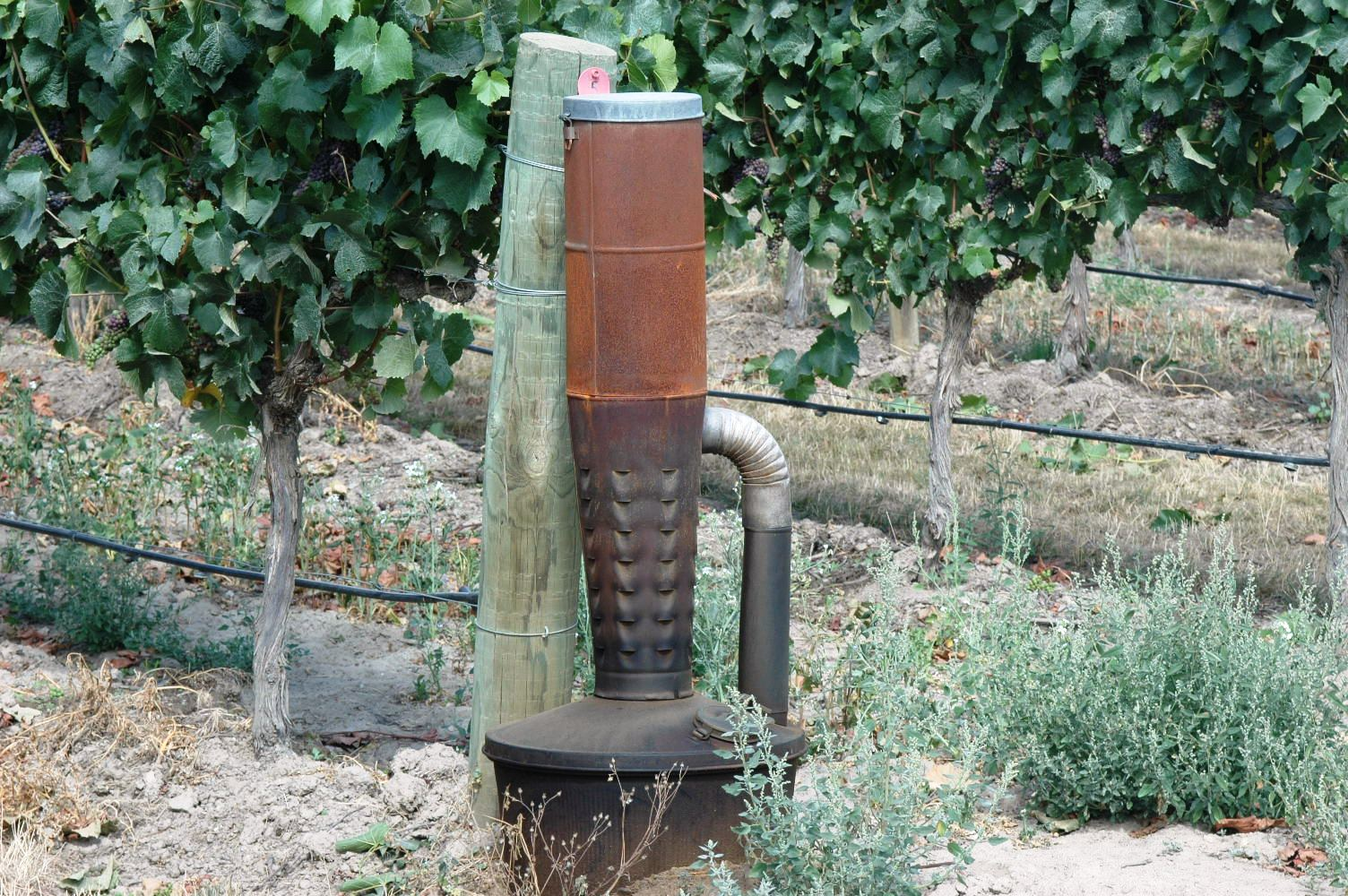
Ölheizofen in Neuseeland